# BMW
La BMW (sigla di Bayerische Motoren Werke, traducibile in italiano come "fabbrica bavarese di motori") è un'azienda tedesca produttrice di autoveicoli e motoveicoli, con sede a Monaco di Baviera.
Fondata ufficialmente nel 1917, produceva in origine motori aeronautici, per poi estendere progressivamente la sua attività fino a diventare una delle case automobilistiche più importanti e prestigiose del mondo, rinomata per la grande qualità costruttiva e la modernità tecnologica e ingegneristica dei suoi prodotti.
Nel 2024, il BMW Group ha venduto oltre 2,45 milioni di automobili e più di 209.000 motocicli in tutto il mondo .  

## Storia

### Origini del marchio
Durante la prima guerra mondiale, l'industria meccanica tedesca era impegnata a migliorare la potenza e l'affidabilità dei nuovi aerei da caccia che, per la prima volta, rivestivano un importante ruolo bellico e non solo. Anche la Daimler aveva messo a punto un motore aeronautico, realizzato dalla consociata austriaca Austro-Daimler e sviluppato da Max Friz, uno dei brillanti ingegneri del reparto corse Daimler, la cui attività era sospesa a causa della guerra. Commissionata dal governo austriaco, per ragioni di celerità produttiva la costruzione dei motori Austro-Daimler venne affidata alla licenziataria bavarese Rapp Motorenwerke, ditta di Monaco di Baviera fondata nel 1913 da Karl Rapp e Julius Auspitzer, nella quale anche Friz si trasferì con la speranza di veder realizzato il suo progetto per un motore d'aereo con sei cilindri in linea e albero a camme in testa, in grado di funzionare a quote molto elevate, ben oltre i 5.000 metri. Alla Rapp, in veste di supervisore tecnico dell'aviazione militare austro-ungarica, era presente l'ingegnere Josef Popp, al quale Friz mostrò i disegni del suo nuovo motore.
Popp capì immediatamente che si trattava di un propulsore tecnologicamente molto avanzato e ne caldeggiò l'adozione alla Rapp Motorenwerke. Il prototipo del nuovo motore venne ben presto realizzato, mostrando doti di potenza e leggerezza ben superiori alla produzione dell'epoca. La novità destò subito l'interesse del Reich tedesco che, al fine di riconquistare la supremazia nei cieli, ne commissionò la costruzione in 600 esemplari. Il 7 marzo 1916 la Rapp Motorenwerke si fuse con un'altra azienda tedesca di Monaco costruttrice di motori d'aereo, la Gustav Otto Flugmaschinenfabrik dell'ingegnere Gustav Otto, figlio del più famoso Nikolaus August Otto (l'inventore del motore a scoppio); le due aziende, pur continuando a operare con le singole ragioni sociali, andarono a costituire un consorzio industriale registrato come Bayerische Flugzeugwerke (BFW), con sede al numero 76 della Lerchenauer Straße. Ma nonostante la sigla non sia ancora quella dell'oggi famoso costruttore automobilistico e motociclistico bavarese, alcuni storici assumono proprio il 7 marzo 1916 come data di nascita della BMW. In realtà il 7 Marzo 1916 è la nascita della Bayerische Flugzeugwerke (BFW) e il marchio BMW era ancora inesistente.

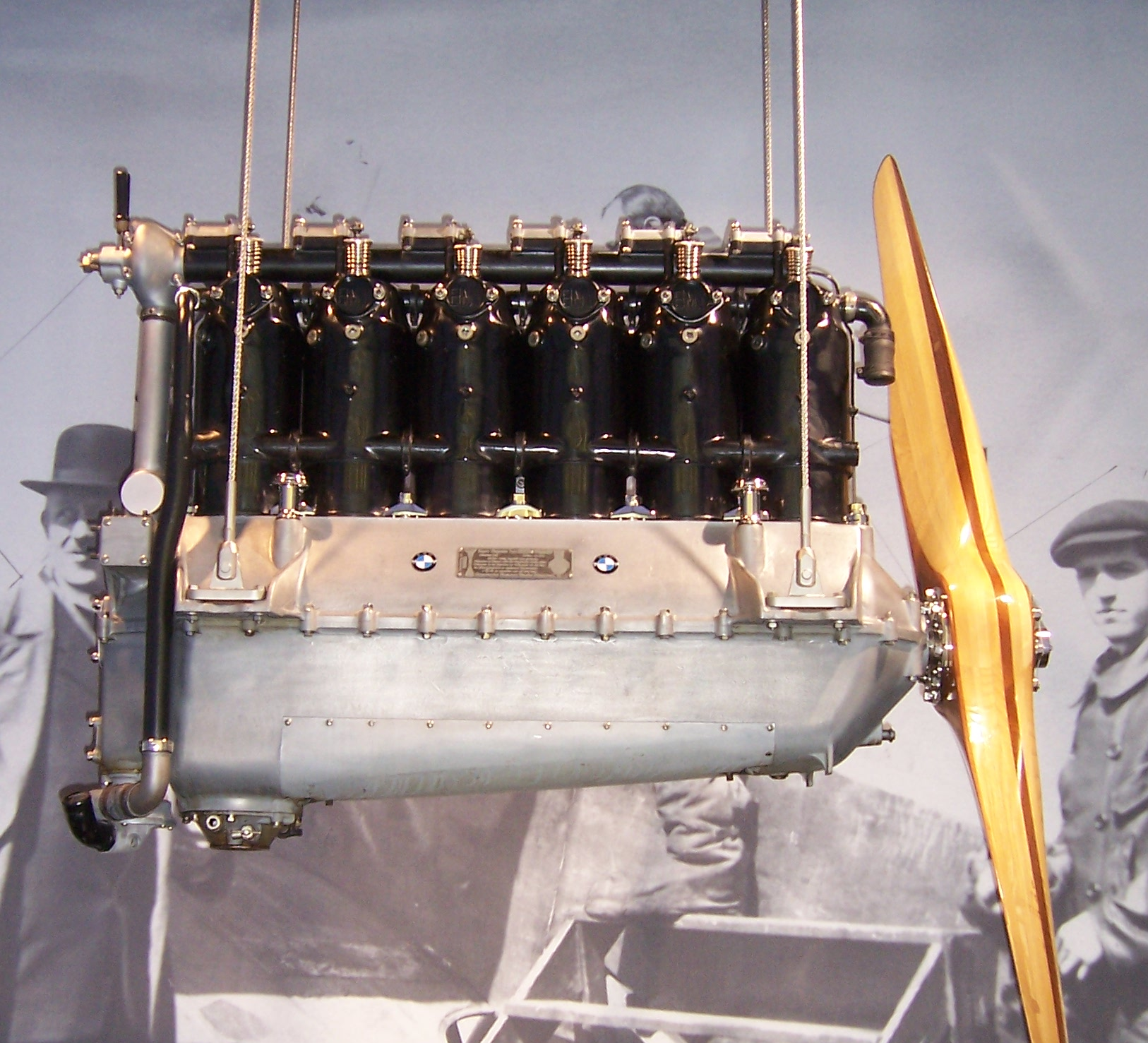
Il motore aeronautico BMW IIIa a sei cilindri in linea, progettato dall'ingegnere Max Friz nel 1917

Pochi mesi dopo la fusione, Gustav Otto lasciò l'azienda omonima, che di lì a pochissimo chiuse i battenti. In pratica, da questo punto in poi, la BFW si trovò a detenere la sola Rapp Motorenwerke, ma non passò molto tempo che anche Karl Rapp decise di ritirarsi dalla direzione della sua azienda e il 26 novembre 1916 Josef Popp ne assunse la guida mutando la ragione sociale della Rapp Motorenwerke in Bayerische Motorenwerke GmbH (BMW). Tale cambiamento di ragione sociale fu datato 21 luglio 1917 e con la sua registrazione alla Camera di Commercio il marchio BMW fece per la prima volta la sua comparsa nel panorama dell'industria motoristica tedesca; per molti storici fu questa la data di nascita ufficiale del costruttore bavarese. 
La produzione di motori aeronautici proseguì per tutto l'ultimo periodo della prima guerra mondiale: in particolare, Popp procedette ad avviare la produzione del motore aeronautico progettato da Friz, poi divenuto celebre come BMW IIIa. Con un atto del 5 ottobre 1917, la produzione della BMW si estese anche ai veicoli terrestri e anfibi e persino a biciclette e ad accessori per autovetture. Nello stesso periodo, Popp brevettò il nuovo logo della Casa, ossia il campo circolare nero contenente la concentrica rappresentazione dei colori nazionali bavaresi (bianco, azzurro e oro). Il simbolo è giunto fino al XXI secolo con poche variazioni grafiche e cromatiche, consistenti principalmente nella modifica del carattere, della spaziatura fra le lettere e dall'adozione del colore argento al posto dell'oro. Si tenga presente che l'attività della BMW in questi primi anni avvenne sempre sotto il controllo della Bayerische Flugzeugwerke, la quale continuò ad avere una propria sede. Grazie alle commesse di guerra, la piccola azienda crebbe rapidamente. Ai margini dell'aeroporto militare di Oberwiesenfeld di Monaco, l'azienda costruì uno spazioso stabilimento, proporzionato alla forte crescita della produzione, dove fino al 1918 si fabbricarono motori per aerei militari.
Un anno dopo la sua nascita, e precisamente il 13 agosto 1918, la Bayerische Motorewerk GmbH mutò in Bayerische Motorenwerk AG, una società per azioni con un capitale sociale di 12 milioni di marchi tedeschi, un terzo dei quali del consigliere commerciale italiano Camillo Castiglioni. La direzione tecnica dell'azienda fu assegnata all'amministratore della GmbH, Franz Josef Popp. Al termine del conflitto, le decisioni scaturite dal patto di Versailles del 1919 portarono molti cambiamenti destinati a mutare radicalmente la storia della BMW. Il Regno di Baviera si trovò accorpato alla Repubblica di Weimar, alla quale venne proibita la costruzione di aerei, troncando così ogni possibilità di collocare e sviluppare gli ormai collaudati motori IIIa. Inoltre, l'inflazione galoppante stava mettendo in seria crisi il tessuto industriale tedesco, comprese le stesse BFW e BMW. Fu a questo punto che Castiglioni intervenne in maniera più incisiva nelle sorti della Casa dell'Elica. Già fondatore nel 1920 della Süddeutsche Bremsen-AG, un'azienda attiva nel settore metalmeccanico, nella primavera del 1922 Castiglioni rilevò per intero la BMW e, assieme a Popp, indirizzò la produzione inizialmente verso i rami motociclistico e nautico. Ciò ebbe però come risultato anche la scomparsa della Bayerische Flugzeugwerke. Le ex-proprietà immobiliari della BFW vennero rilevate da Castiglioni e annesse invece alla Süddeutsche Bremsen. Nel frattempo, le imposizioni del Trattato di Versailles a proposito della produzione aeronautica in Germania divennero sempre meno rigide e già in quello stesso 1922 la BMW poté tornare a sperimentare alcuni motori aeronautici, riavviando così gradualmente anche tale settore che rimarrà attivo fino alla fine della Seconda Guerra Mondiale. Nel 1924, la produzione aeronautica poté dirsi pienamente riavviata.

### Inizio della produzione motociclistica

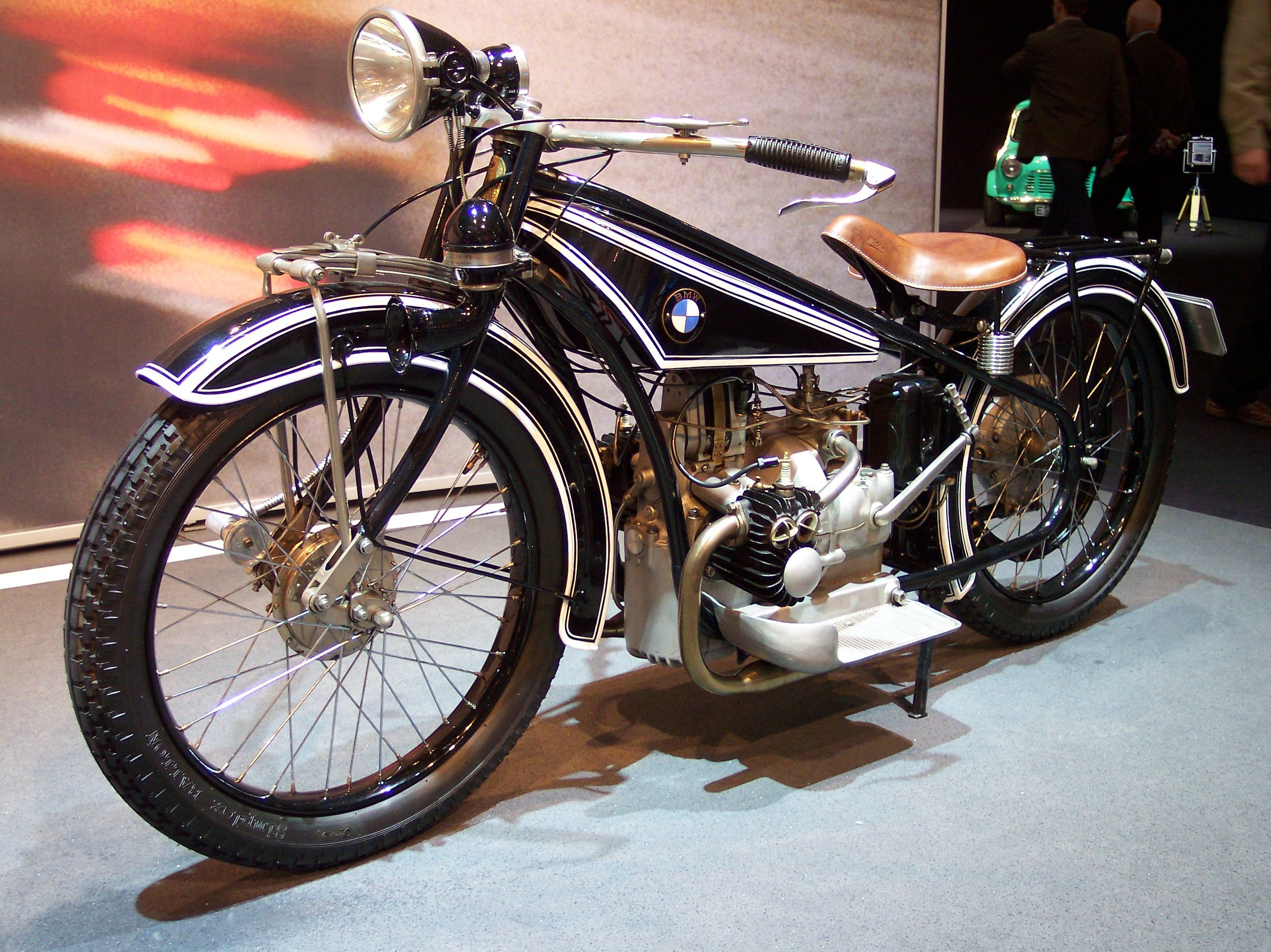
Una BMW R32, prima motocicletta prodotta dalla BMW

Tornando a parlare della produzione motociclistica, essa fu voluta da Popp e Castiglioni al fine di cercare nuovi sbocchi di mercato che consentissero di utilizzare i macchinari e le conoscenze tecniche acquisite. Tra i primi compiti, fu affidata a Friz la progettazione di un propulsore per motocarro e imbarcazione e al capo officina Martin Stolle la realizzazione di un motore per motocicletta. Il primo modello di motocicletta a marchio BMW risale al 1923 e venne commercializzato come BMW R32, capostipite di svariate generazioni di motocicli, in genere piuttosto apprezzati e quindi destinati a fortunati riscontri commerciali. Nei decenni a seguire e fino al giorno d'oggi, la BMW diverrà rinomata anche per le sue motociclette.

### Avvio della produzione automobilistica

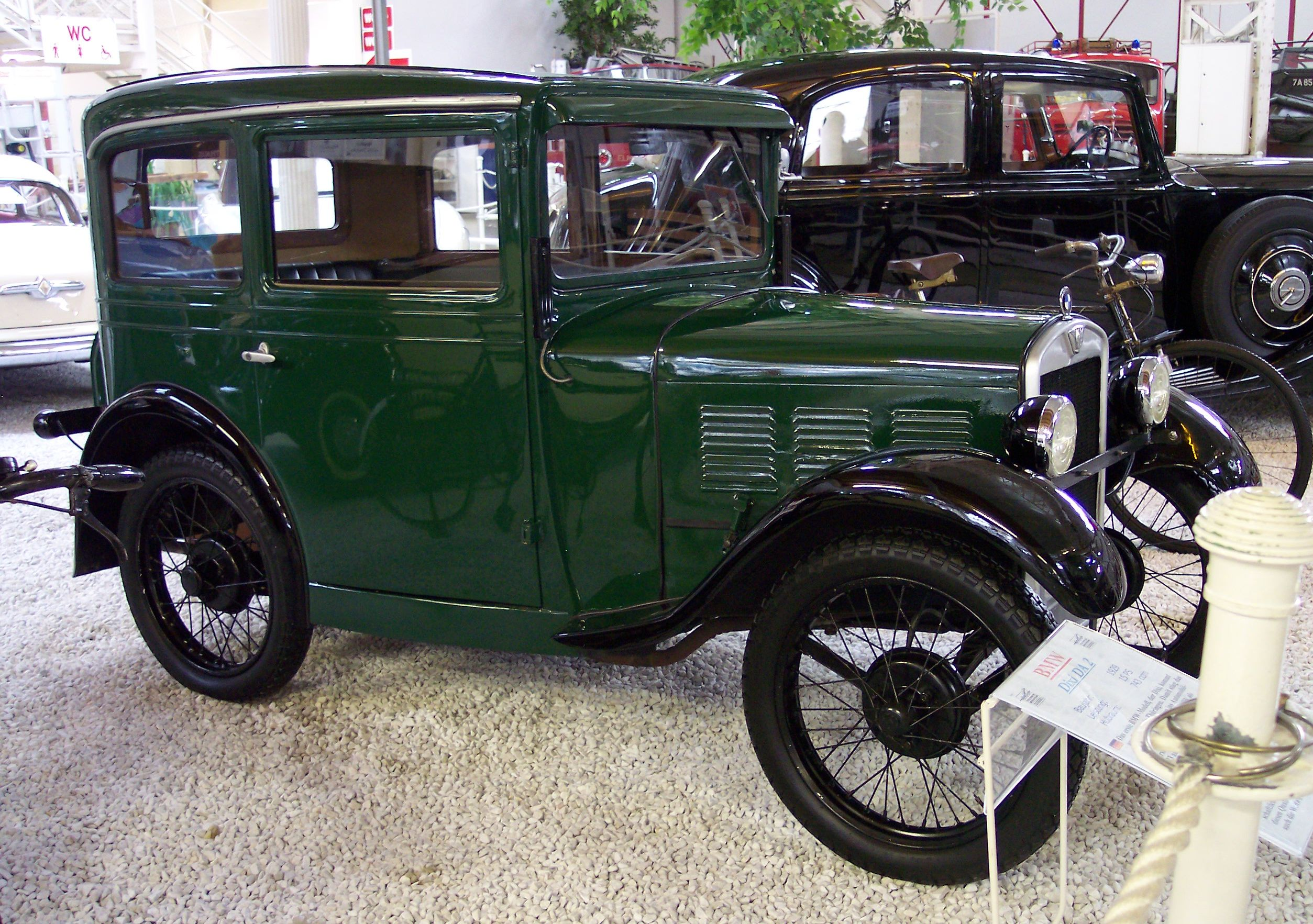
La prima autovettura BMW: la 3/15 Dixi.

Ma il ramo industriale per il quale la Casa bavarese diverrà più famosa in assoluto fu quello automobilistico. La nascita e lo sviluppo della produzione automobilistica BMW si svolse a cavallo tra la fine degli anni ‘20 e l’inizio degli anni ‘30 del secolo scorso. A partire dal 1926, il numero uno della Casa bavarese fu Georg von Stauss, rappresentante della Deutsche Bank e, dal 1927, anche presidente del colosso bancario tedesco. Camillo Castiglioni fu invece il vice di von Stauss e rivestì il ruolo di presidente della BMW. Fra i due cominciò a instaurarsi una sorta di rivalità latente, accesa da von Stauss per cercare di limitare progressivamente l'influenza di Castiglioni, ancora molto forte, all'interno del consiglio di amministrazione. Tale rivalità, comunque, fu spesso poco visibile in quanto i due manager si trovarono di frequente a lavorare a obiettivi comuni. Tra questi obiettivi, vi fu quello di espandere la produzione della BMW anche al settore automobilistico.
Non si volle però partire da zero, ma rilevare un costruttore già avviato, dalla reputazione consolidata ma in quel momento gravato da pesanti difficoltà finanziarie. Fu proprio Castiglioni a mettersi alla ricerca di un simile costruttore: alla fine la scelta cadde sulla Fahrzeugfabrik Eisenach, che già da diversi anni stava producendo autovetture con marchio Dixi. Alla fine della Prima Guerra Mondiale, la Casa di Eisenach si trovò in serie difficoltà finanziarie a causa della sua difficoltà a riprendere un regime produttivo che fosse anche redditizio. Per questo, nell'immediato primo dopoguerra si alleò con la Gothaer Waggonfabrik, un costruttore attivo nel settore dei trasporti ferroviari con sede a Gotha, non lontano dalla Fahrzeugfabrik Eisenach. Grazie a tale appoggio, quest'ultima riuscì nel 1927 ad avviare la produzione dell'Austin Seven su licenza. Tale vettura venne commercializzata come Dixi DA1. Un modello popolare prodotto su licenza avrebbe potuto in teoria garantire entrate finanziarie sufficientemente tranquillizzanti. Purtroppo la situazione non migliorò, anche a causa di alcune politiche commerciali non proprio azzeccate.
Fu a questo punto che subentrò il presidente della BMW Camillo Castiglioni, proponendo un'alleanza con la Fahrzeugfabrik Eisenach: l'accordo fu perfezionato il 14 novembre 1928 quando la BMW acquistò il costruttore di Eisenach per 200.000 reichsmark più 800.000 reichsmark in azioni BMW. Inizialmente non vi furono grandi rivoluzioni, in quanto la vetturetta di Eisenach continuò a essere prodotta con marchio Dixi. Ciò che si volle testare in quel frangente fu l'efficacia commerciale della Dixi DA1 e la possibilità di rivelare del tutto la produzione e la commercializzazione del modello, facendo così debuttare il logo BMW anche su una vettura a quattro ruote. Ciò avvenne alla fine del mese di luglio del 1929, quando la vetturetta cominciò a essere commercializzata con il marchio dell'Elica. Ciò sancì la fine del marchio Dixi e della Fahrzeugfabrik Eisenach: lo stabilimento in Turingia continuò a rimanere il nodo strategico per la produzione automobilistica BMW, mentre a Monaco si continuarono a produrre motociclette e motori aeronautici.

### Gli anni '30, fra crisi, espansione e corsa agli armamenti

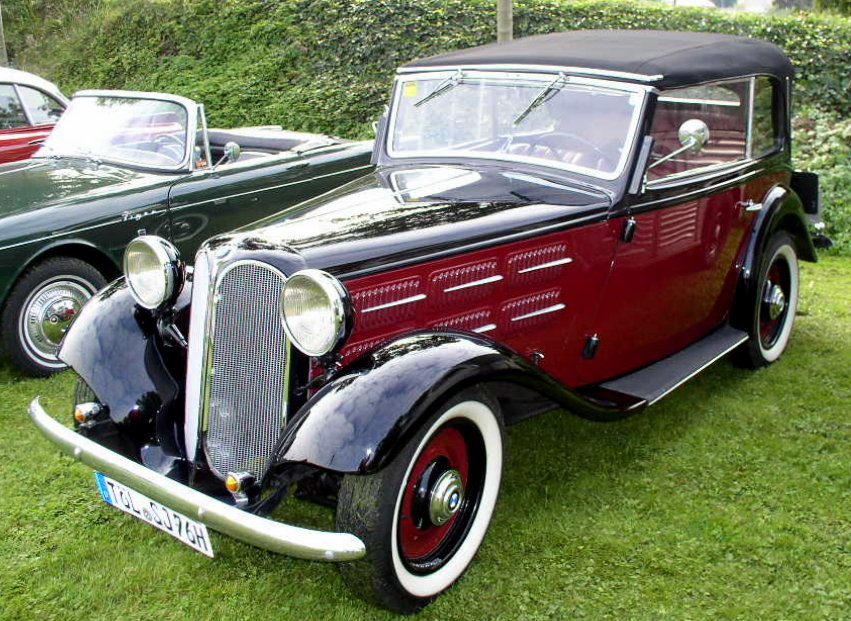
La BMW 303 fu il primo modello della Casa dell'Elica a montare un motore a 6 cilindri e a incorporare la storica calandra a doppio rene, presente anche nella produzione attuale.

La BMW iniziò quindi a produrre nello stabilimento di Eisenach lo stesso modello Dixi con la denominazione ufficiale di BMW 3/15, modello che in seguito sarebbe stato sostituito dalla 3/20. Nel frattempo, la crisi finanziaria del 1929 cominciò a far sentire i suoi effetti all'inizio degli anni '30. Ma la presenza di un modello economico nel listino BMW permise alla Casa dell'Elica di superare il periodo nero senza eccessive difficoltà, anche se in ogni caso si ebbero perdite non indifferenti nei bilanci d'inizio decennio. Basti pensare che se nel 1930 il volume di affari salì da 27 a 36 milioni di reichsmark, nei due anni seguenti tale cifra crollò dapprima a 27 e successivamente a 20 milioni di reichsmark. Ma come già detto, furono i modelli 3/15 e 3/20 a far sì che le vendite riuscissero a reggere il peso della delicata congiuntura finanziaria di quel periodo. Le doti di economia di esercizio di questi due modelli catturarono l'attenzione della clientela, specialmente di quella che in quegli anni fu costretta a passare a una vettura di fascia inferiore per poter risparmiare in tempi di crisi. Ed anche le motociclette, specialmente i modelli meno costosi come il neonato R2, finirono per rivelarsi una valida alternativa per chi aveva bisogno di spostarsi velocemente e in economia. Addirittura, il catalogo si arricchì di tricicli a motore per il trasporto di piccole merci, mezzi economici ed esenti da imposte che avrebbero potuto aiutare nel difficile periodo di crisi finanziaria globale.
Nel frattempo, non mancarono comunque gli investimenti per nuovi motori aeronautici, come ad esempio il motore Hornet, un nove cilindri stellare da 525 CV, in realtà un motore Pratt & Whitney R-1690 costruito su licenza dalla Casa bavarese già dal 1928, ma che all'inizio degli anni '30 venne evoluto dalla stessa BMW, che ne derivò altri motori più performanti. Le vendite di motori aeronautici si fecero tali, anche durante il periodo di crisi, che la Casa dell'Elica dovette scorporare quest'ultima attività da quella automobilistica e motociclistica, dando così vita alla BMW Flugmotorenbau GmbH, una realtà industriale con sede operativa a Eisenach, in uno stabilimento differente da quello preposto alla produzione automobilistica.
Nel 1932, anno di maggior impatto della crisi nei bilanci della BMW, venne introdotta la già citata 3/20, erede della 3/15, apparentemente simile al modello di derivazione Austin, ma in realtà frutto di un progetto nuovo. La 3/20 fu quindi la prima autovettura interamente progettata e costruita dalla Casa dell'Elica, segno dell'emancipazione della produzione automobilistica da qualsiasi altro costruttore. La 3/20 venne carrozzata nello stabilimento Daimler-Benz di Sindelfingen, una curiosità che in realtà trovava le sue ragioni in un accordo fra la Casa di Stoccarda e quella di Monaco stipulato allo scopo di ottimizzare le reti di vendita e assistenza, ma che in effetti vedeva tra le varie opzioni anche la possibilità di usufruire delle linee di montaggio di Sindelfingen, tradizionalmente adibite dalla Daimler-Benz all'assemblaggio delle carrozzerie.

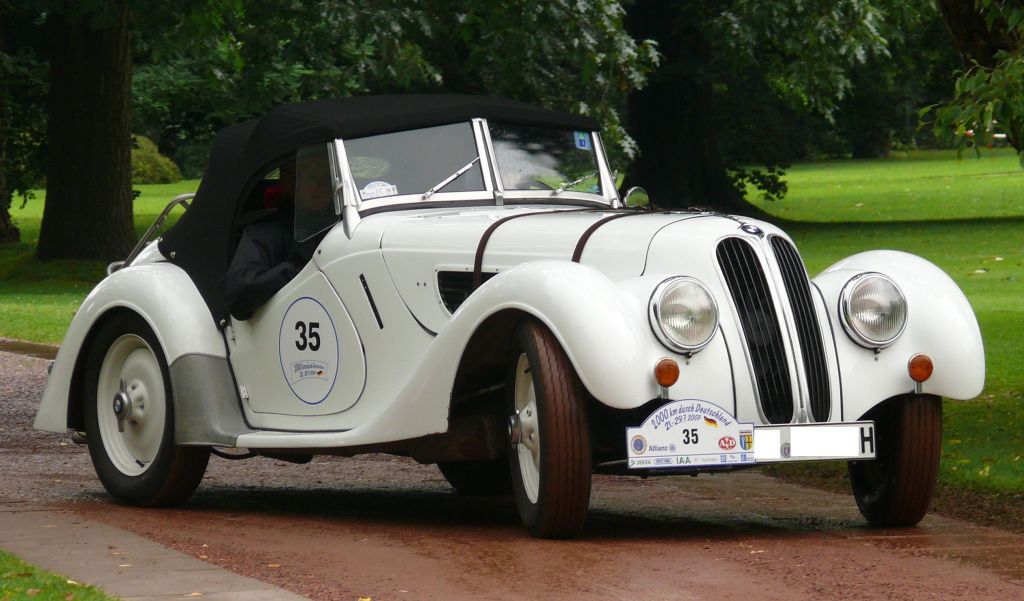
La BMW 328, la prima vettura di grande successo della casa bavarese.

Nel 1933, con l'arrivo del nuovo responsabile del settore tecnico Fritz Fiedler, l'azienda bavarese passò alla produzione del primo motore a sei cilindri ad alte prestazioni e del primo modello di vettura di classe superiore, la 303, che venne equipaggiata con un motore da 1173 cm³ e 30 CV. In questa vettura inoltre comparve per la prima volta il classico modello del radiatore anteriore a forma di reni affiancati che diverrà tipico di tutte le auto BMW. Negli anni seguenti la BMW sviluppò la sua produzione di modelli di classe elevata come la BMW 320 e la 326, due modelli con i quali la Casa dell'Elica lanciò per la prima volta la sua sfida alla Mercedes-Benz nel settore delle auto di prestigio, una rivalità assai accesa anche oggigiorno. Ma la prima vettura veramente innovativa che diede prestigio alla giovane azienda bavarese e ne dimostrò l'elevata capacità tecnica e ingegneristica fu il modello 328, equipaggiato con un moderno motore con testata in lega leggera e valvole a V. La BMW 328 inoltre era dotata di grandi qualità dinamiche e fece crescere la fama della BMW come marchio sportivo; la nuova auto ottenne numerose vittorie nelle competizioni agonistiche, tra cui l'edizione della Mille Miglia del 1940. La BMW 328 venne costruita in 462 esemplari e divenne una vettura assai apprezzata tra gli esperti e gli appassionati di auto sportive d'epoca.
Ma il mondo ormai stava guardando con preoccupazione a una situazione politica più che allarmante: il regime di Adolf Hitler stava facendo progressivamente precipitare la situazione fino al punto di non ritorno. La corsa agli armamenti, in quella fine di anni '30, era già cominciata. Si era già alla vigilia dell'Olocausto: il 1º settembre 1939 Hitler invase la Polonia dando così il via alla seconda guerra mondiale.

### BMW durante la seconda guerra mondiale

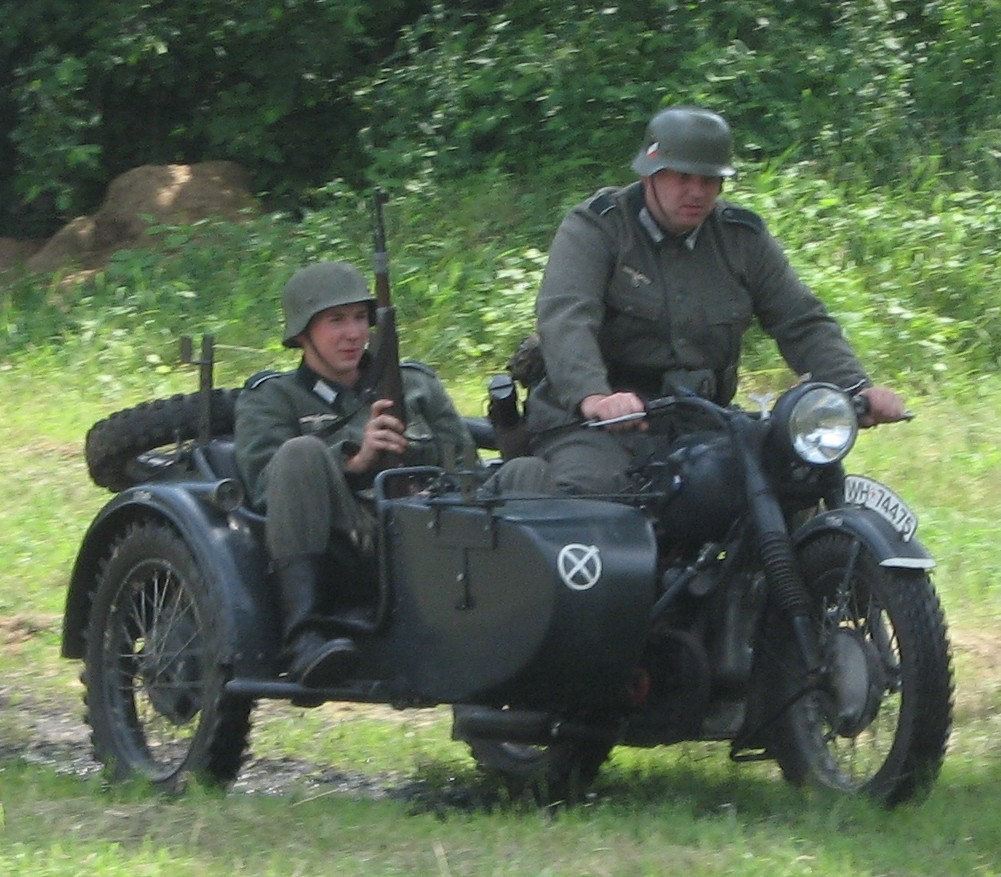
La motocarrozzetta R75, utilizzata per scopi militari durante la seconda guerra mondiale

Durante il periodo della seconda guerra mondiale la BMW partecipò allo sforzo bellico della Germania nazista come gran parte delle aziende tedesche. La dirigenza del complesso militare-industriale del III Reich commissionò alla BMW la produzione di numerosi veicoli militari, tra cui la realizzazione di una delle più classiche motocarrozzette della storia, la R75. Vennero prodotte anche autovetture, ma dall'inizio della guerra, il regime nazista ne vietò la vendita a privati, per cui la produzione si protrasse con il contagocce: dall'inizio del 1940 fino all'autunno dello stesso anno vennero vendute solo 201 autovetture.

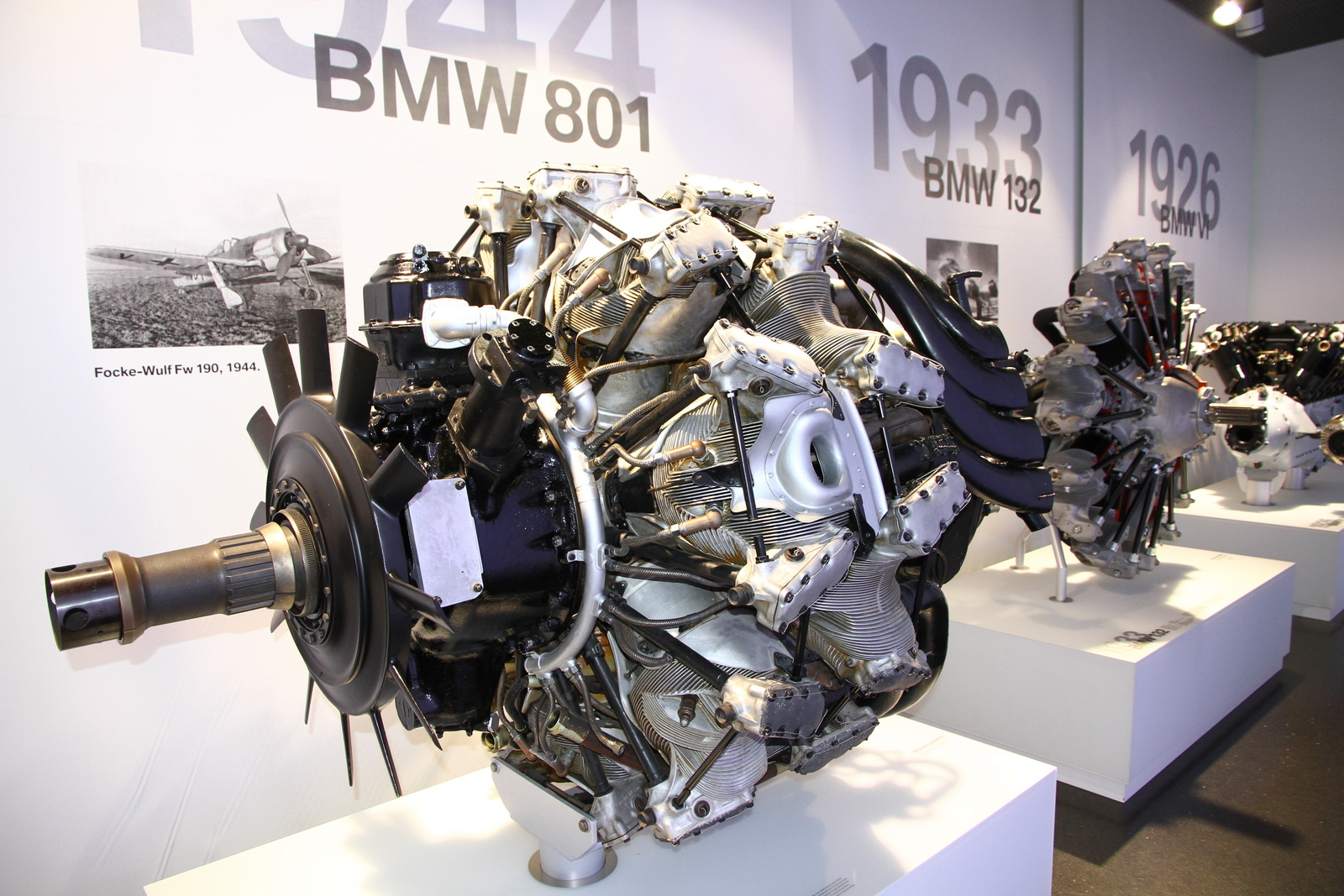
Il motore radiale BMW 801 che equipaggiò molti aerei da guerra tedeschi durante la seconda guerra mondiale.

Ma soprattutto, la Casa dell'Elica si impegnò nello sviluppo e produzione in massa di motori aeronautici: per incrementare tale produzione, già nel 1939 la BMW acquisì lo stabilimento berlinese della Brandeburgische Motorenwerke, fino a quel momento appartenuta al gruppo Siemens. Da quel momento e fino alla fine della guerra i tre stabilimenti BMW arrivarono a produrre alcune decine di migliaia di motori aeronautici, sempre sotto l'egida della BMW Flugmotorenbau. Fra i vari motori prodotti dalla BMW in quel periodo vi fu il famoso motore radiale BMW 801 a 14 cilindri che venne montato a partire dal 1941 sull'eccellente caccia Focke-Wulf Fw 190. Il motore era compatto e potente; raffreddato ad aria da una ventola a 12 pale, era equipaggiato con un compressore a due stadi e forniva 1.600 HP al decollo e 1.440 HP a 5.700 di altitudine. Il caccia Fw 190 grazie a questo motore aveva prestazioni formidabili e nel periodo 1942-1943 si dimostrò superiore agli aerei avversari. Il motore BMW 801 equipaggiò durante la seconda guerra mondiale anche molti altri aerei della Luftwaffe, tra cui alcune versioni dei bombardieri Heinkel He 177 Greif, Junkers Ju 88, Junkers Ju 188, Junkers Ju 290 e Messerschmitt Me 264; venne anche progettata una variante con motori BMW 801 dei giganteschi aerei da trasporto Messerschmitt Me 323. Un altro motore aeronautico, considerato il massimo all'epoca per livello tecnologico, fu il BMW 003, uno dei primi motori a reazione.
Durante la seconda guerra mondiale la BMW, come le altre grandi industrie tedesche, impiegò numerosi lavoratori stranieri trasferiti forzatamente in Germania e sfruttò ampiamente la manodopera praticamente gratuita fornita dal sistema dei campi di concentramento diretti dall'apparato militare e amministrativo delle SS; in particolare negli stabilimenti di Monaco, impegnati nella produzione dei motori aerei, nel settembre 1944 lavoravano circa 16.600 lavoratori stranieri, di cui una parte provenivano da un campo di prigionieri di guerra e alcuni anche dalla sezione di Allach del campo di concentramento di Dachau. Le fabbriche a Eisenach, Abteroda e Neunkirchen impiegavano ugualmente detenuti e lavoratori coatti.
La produzione bellica della BMW subì un grosso rallentamento quando lo stabilimento BMW Flugmotorebau di Eisenach venne distrutto dai bombardamenti alleati. Le autorità militari tedesche si premunirono per tempo facendo trasferire parte della produzione in altri stabilimenti minori che non erano mai appartenuti alla BMW, ma dove di fatto la Casa dell'Elica dovette far traslocare parte delle linee di montaggio. In questo modo, alla produzione bellica BMW parteciparono anche i piccoli stabilimenti di Immenstadt, Kempten, Kaufbeuren, Allach e Oberwiesenfeld, situati in luoghi meno visibili da parte delle forze alleate. Ma anche tali attività nascoste vennero scoperte e bombardate.

### Il secondo dopoguerra e la grave crisi della BMW

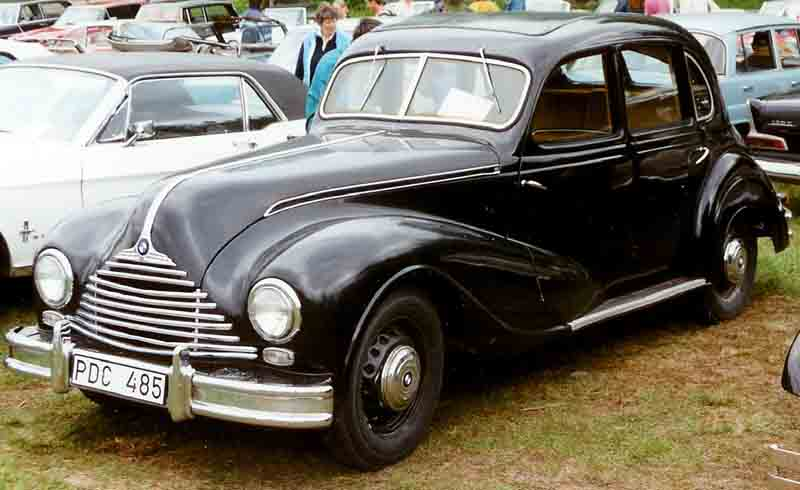
Una BMW 340

Con il cessare delle ostilità, si aprì un periodo di grandi difficoltà: gli impianti rimasti in piedi dovettero essere in buona parte riconvertiti alla produzione civile. Ciò fu imposto dagli alleati in modo da non tornare a fabbricare motori per aerei, produzione che avrebbe contrastato con la volontà di impedire il riarmo tedesco. Il direttivo BMW nell'immediato dopoguerra fu costituito in sostanza da un triumvirato composto da Kurth Donath, Hanns Grewening e Heinrich Krafft. Il rilancio della Casa bavarese si fondò inizialmente sulla produzione di motociclette, che consentirono alla BMW di ottenere le prime boccate di ossigeno. A spingere in questa direzione fu il responsabile della vigilanza interna allo stabilimento di Allach, Georg Meier, già vincitore del Tourist Trophy 1939 in sella a una motocicletta BMW. Ma ciò non bastò: fu necessario tornare alla produzione automobilistica.
Ciò si rivelò però molto difficile, poiché al termine del conflitto le autorità sovietiche presidiarono la zona orientale della Germania (da cui poi sarebbe nata la Germania Est). Quella zona comprendeva la città di Eisenach, dove la Casa tedesca costruiva abitualmente le proprie automobili. Dei due stabilimenti presenti a Eisenach, solo quello destinato alla produzione automobilistica uscì indenne dai bombardamenti: esso venne posto sotto il controllo della società statale sovietica Avtovelo, che cominciò a produrre abusivamente modelli BMW con marchio BMW, sulla base dei progetti ritrovati nello stabilimento espropriato. Di questo periodo furono alcune riproposizioni di BMW 321 e 326, più un modello semi-inedito, la BMW 340, nata sul telaio della 326, ma con carrozzeria profondamente rivisitata, specie nel frontale. Dopo alcune vicissitudini legali la BMW ottenne di far costruire le vetture di Eisenach con un altro marchio. Fu così che nacque la EMW (Eisenacher Motorwerke). Ma la BMW si ritrovò comunque impossibilitata a produrre autovetture: lo stabilimento di Monaco di Baviera aveva fino a quel momento ospitato le linee di montaggio motociclistiche ma non aveva mai prodotto una sola automobile. Vi furono lamentele tutt'intorno alla BMW (potenziale clientela, concessionari, ecc) che tentavano di spingere la Casa bavarese verso una ripresa della produzione automobilistica, ma i vertici BMW respinsero sempre la richiesta. Le uniche risorse finanziarie con le quali tentare di riavviare la produzione automobilistica furono date solo dalle vendite delle motociclette (che riscossero fra l'altro un buon successo nell'immediato dopoguerra) e dagli introiti relativi allo stabilimento di Allach, affittato dalle autorità statunitensi come magazzino di ricambi e officina per la riparazione dei propri mezzi militari. Furono tentate trattative con la francese SIMCA per la produzione su licenza, accordi mai giunti a buon fine, e si tentò di progettare ex-novo una vettura di piccola cilindrata, ma anche in questo caso, senza che il progetto giungesse a maturazione: troppo costoso sviluppare un progetto del tutto inedito, anche se relativo a una piccola vettura.
L'unica soluzione rimasta a disposizione della BMW fu quella di "raschiare il secchio" di casa propria e racimolare quanto più poteva nel proprio stabilimento di Monaco, adibito alla produzione di moto e quindi con poco materiale relativo alla produzione automobilistica. Ma alla fine saltò fuori il progetto relativo al motore da due litri già utilizzato sotto il cofano della 326. E per fortuna vennero in qualche modo recuperati anche gli stampi relativi ai componenti del motore. Fu da questi ritrovamenti che partì il progetto sfociato poi nel 1952 con il lancio della BMW 501, a cui seguì la "gemella" 502 con motore V8 progettato e realizzato grazie ai primi proventi derivanti dalla vendita dei primi esemplari di 501. Purtroppo, però, tali vendite non raggiunsero un'entità tale da far navigare la Casa dell'Elica in acque tranquille, anzi: la necessità di proporre nuovi modelli si scontrò con le ristrettezze finanziarie per il progetto e lo sviluppo. La sola possibilità rimasta fu quella di acquisire i diritti di produzione di una vettura popolare, o addirittura ultra-economica, da dare in pasto a una popolazione, quella tedesca, che per la maggior parte ancora necessitava di essere motorizzata.

### La rinascita

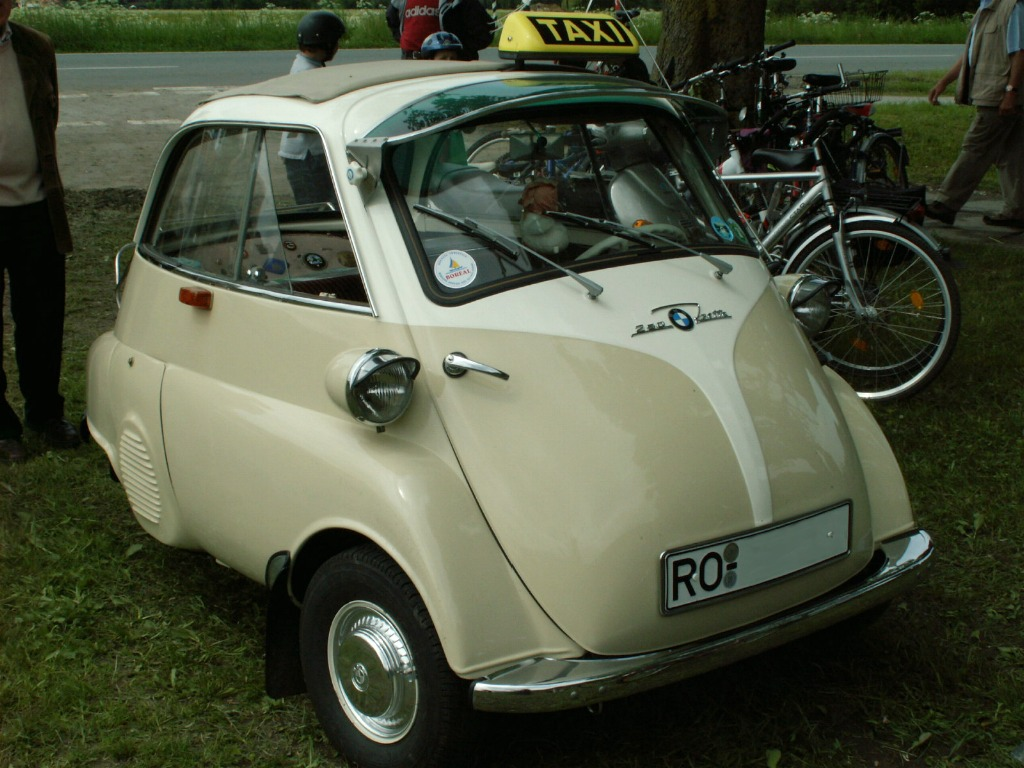
Una BMW Isetta

L'occasione capitò quando al Salone di Ginevra del 1954 fu presentata la Iso Isetta, una microvettura di progettazione italiana e dalla caratteristica forma a uovo, che per la verità in Italia stentava con le vendite. Fu l'importatore BMW per la Svizzera che, notando la piccola vettura, ne parlò con il direttivo BMW a Monaco. I vertici BMW colsero la validità del progetto e, dopo aver acquisito la licenza, cominciarono a produrre la piccola vettura con il marchio BMW. In Germania, l'Isetta, non solo riscosse un buon successo commerciale, superiore alle vendite non proprio convincenti fatte registrare in madrepatria, ma costituì il primo passo nel risollevare le sorti della BMW. Solo il primo passo, però: ancora non si poté parlare assolutamente di salute finanziaria, poiché compiere passi falsi fu ancora facile. Ed infatti, sulla base delle sfortunate quanto costose 501 e 502 vennero realizzate anche la coupé 503 e la roadster 507, assai affascinanti, ma anch'esse destinate a numeri di vendita non proprio incoraggianti (413 esemplari per la coupé e 252 per la roadster). Nel frattempo, alla Isetta venne affiancata la 600, simile alla piccola bubble car nell'impostazione della carrozzeria, ma con spazio interno per 4 persone. Lanciata nel 1957, essa venne sostituita due anni dopo dalla BMW 700, finalmente una piccola BMW dall'aspetto simile a una vera autovettura, ma dal prezzo assai concorrenziale. Con il lancio della 700, la Casa bavarese si emancipò quindi da un segmento di mercato in cui folta era la concorrenza, specie in Germania Occidentale, dove anche la Heinkel e la Messerschmitt proposero microvetture assai valide. I confortanti dati di vendita della 700 furono un ulteriore passo verso il risanamento della BMW.
La situazione finanziaria dell'azienda rimaneva però molto critica: sul finire del decennio la crisi apparve irrisolvibile e i dirigenti operativi proposero agli azionisti, nel corso di una drammatica assemblea generale il 9 dicembre 1959, di vendere la società alla Daimler-Benz. Durante l'assemblea alcuni piccoli azionisti tuttavia si opposero alla vendita e affermarono che c'era ancora la possibilità di ristabilire la solidità finanziaria della BMW; a questo punto la situazione venne risolta dall'intervento di Herbert Quandt, uno dei principali azionisti dell'azienda, che espresse fiducia nelle possibilità di ripresa e decise di ampliare fortemente la sua partecipazione azionaria fino a divenire il titolare della quota maggioritaria del pacchetto e quindi della proprietà. L'ascesa della dinastia dei Quandt fu uno dei passi decisivi verso la rinascita della BMW come costruttore di auto di prestigio. Gli eredi di Herbert Quandt sono ancora oggi al timone della BMW.

### Gli anni '60 e il ritorno allo spirito della BMW

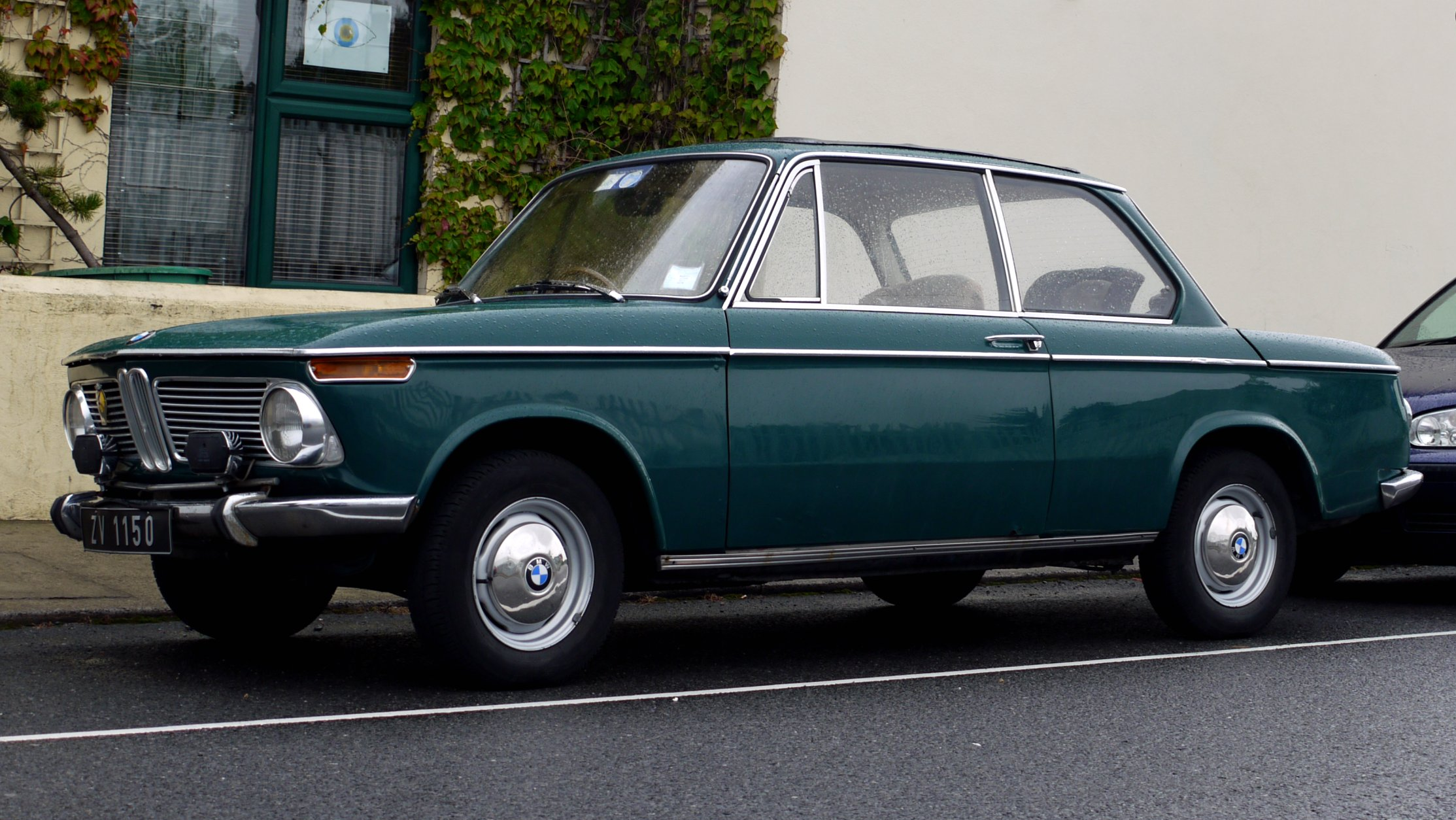
Una BMW 1600-2

Dopo la svolta azionaria che evitò la vendita della società, la BMW, grazie al nuovo proprietario, raggiunse la sua definitiva tranquillità economica ma la ripresa fu comunque difficile e lenta; il buon risultato di vendite della BMW 700, autovettura di fascia bassa progettata con l'ausilio dello stilista italiano Giovanni Michelotti, costituì un toccasana per la casa bavarese. Da quel momento la BMW tornò gradualmente a una situazione economica positiva: dopo la BMW 700 fu lanciata infatti la BMW 1500, primo modello della serie Neue Klasse, da cui sarebbero poi derivati i modelli della Serie 02. Entrambi questi modelli costituirono una vera svolta per la Casa bavarese, nel senso che riportarono il marchio dell'Elica nuovamente all'originario spirito della BMW, tanto apprezzato negli anni '30. Entrambi ricostituirono la filosofia del marchio, ma proiettandolo verso il futuro, cosicché anche i modelli che sarebbero giunti dopo avrebbero incarnato molte caratteristiche dei due modelli lanciati nel 1962 e nel 1966. Nacquero stilemi destinati a durare a lungo: il frontale inclinato in avanti, l'impostazione sportiveggiante della vettura, ma anche il famoso gomito di Hofmeister, ossia un particolare disegno del montante posteriore destinato a durare per diversi decenni e che deve il suo nome al designer BMW dell'epoca, ossia Wilhelm Hofmeister. Non solo, ma sia la Neue Klasse che la Serie 02 ottennero un tale successo da costringere la Casa tedesca a cercare un nuovo stabilimento per aumentare i ritmi di produzione.

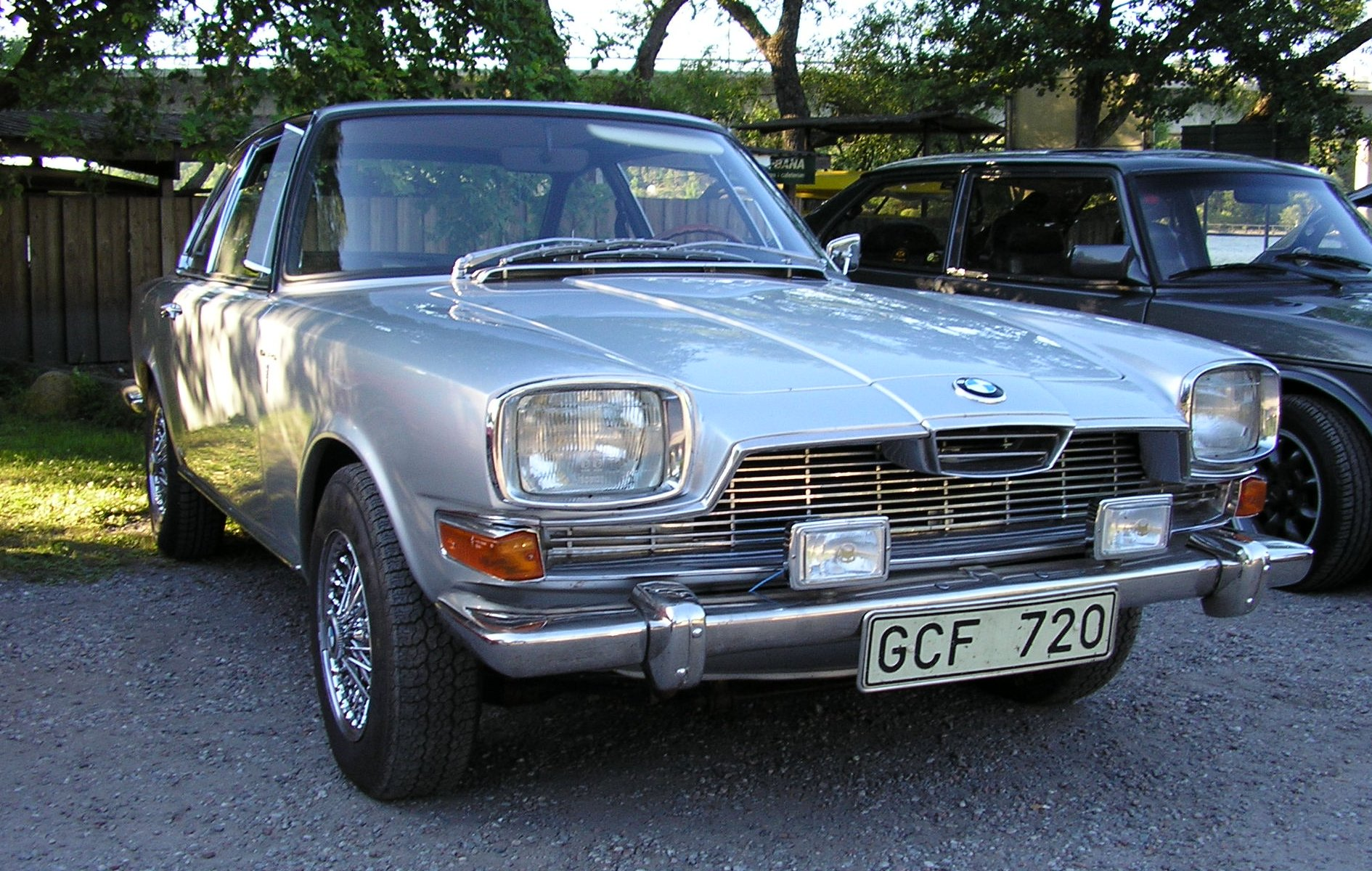
Una Glas-BMW 3000 V8

La svolta arrivò nel 1966, quando la BMW rilevò per intero il marchio tedesco della Glas, dedito fino a quel momento a vetture di fascia bassa e media. La Glas era un costruttore con sede nella città di Dingolfing, sempre in Baviera, che negli anni '50 riuscì a ritagliarsi una buona fetta di mercato grazie al successo che in quel periodo stavano riscuotendo le microvetture, settore nel quale la Glas era presente con la sua vetturetta denominata Goggomobil. Ma con l'esaurirsi di tale tendenza del mercato, anche la Glas entrò in crisi e a poco valsero i tentativi di alzare gradualmente il livello di prestigio dei suoi modelli: dalla piccola Goggomobil si passò a modelli via via sempre più impegnativi fino alla coupé di lusso con motore V8. Nel 1966 la BMW rilevò la fabbrica di Dingolfing e i modelli Glas vennero commercializzati con marchio BMW. La Glas avrebbe continuato a costruire autovetture ma con il marchio BMW. Insomma, la Glas sarebbe esistita solo come fornitore di scocche da equipaggiare con meccanica BMW. Ancor oggi, però, i modelli derivanti da tale accordo, pur avendo fatto parte del listino BMW, sono attribuiti alla Glas. Il primo modello nato nel periodo BMW-Glas fu la 1600 GT, una coupé di fascia medio-bassa venduta con marchio BMW e consistente in una riedizione delle precedenti Glas 1300 e 1700 GT, ma con motore BMW da 1.6 litri. La versione di punta, ossia l'ormai ex-Glas V8, divenne l'antesignana della serie E9, la prima vera coupé di lusso moderna interamente progettata dalla Casa dell'Elica e lanciata nel 1968 assieme alla sua versione berlina, ossia la serie E3. Questo anche perché i modelli BMW-Glas si rivelarono in realtà un insuccesso commerciale e per questo il marchio Glas fu cancellato alla fine degli anni '60 e lo stabilimento di Dingolfing fu smantellato e ricostruito secondo le esigenze della BMW: oggigiorno è ancora attivo e vi vengono prodotte le nuove generazioni della Serie 5 e della Serie 7.

### Gli anni Settanta e Ottanta, tra espansionismo geografico e tecnologico

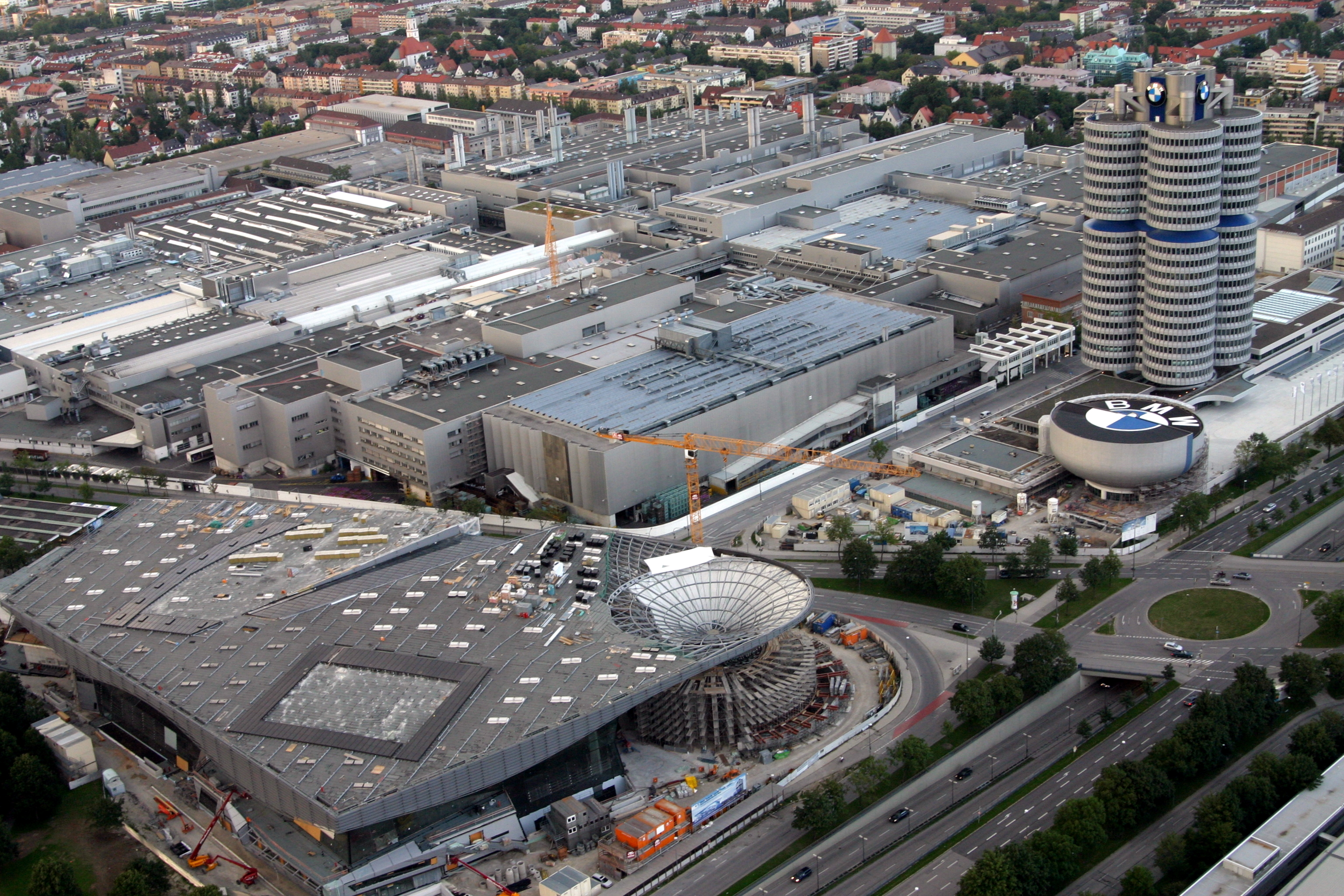
Veduta aerea della Torre BMW (a destra), dello stabilimento di Monaco di Baviera e del BMW Welt, in basso a sinistra.

Tra gli anni settanta e gli anni ottanta, la BMW consolidò sempre più il suo ruolo di costruttore fino ad assumere rilevanza mondiale. Il nuovo presidente dell'azienda divenne nel 1970 Eberhard von Kuenheim che promosse con pieno successo la crescita tecnologica e produttiva della BMW; von Kuenheim mantenne il ruolo di massimo dirigente della società fino al 1993 ed ebbe un ruolo decisivo nel processo di sviluppo costante a livello globale del marchio bavarese, promuovendo soprattutto il livello qualitativo e ingegneristico dei suoi prodotti. Il 1972 vide la nascita della Motorsport, che di lì a pochi anni legherà strettamente con la BMW e firmerà le versioni di punta di ogni modello. Ma soprattutto, nell'ambito di un processo di razionalizzazione della gamma, vide la luce la prima generazione della Serie 5, a cui faranno seguito le varie Serie 3, Serie 6 e Serie 7, solo per citare quelle più vicine dal punto di vista temporale. Nel quadro dei programmi di potenziamento dell'azienda il 1973 venne inaugurato il nuovo centro dirigenziale centrale a Monaco nel famoso grattacielo Vierzylinder. Nello stesso anno vide la luce la prima BMW sovralimentata di serie, ossia la 2002 Turbo: la soluzione della sovralimentazione mediante turbocompressore rimarrà però confinata a sporadiche applicazioni per i successivi trent'anni. Invece avrà ripercussioni ben più visibili la crisi petrolifera del 1973, anche se la BMW ne avvertirà gli effetti molto meno rispetto ad altri costruttori: se alla fine del 1973 furono prodotte 197.446 autovetture con una forza lavoro pari a 27.737 unità e un giro di affari di oltre 2,6 miliardi di marchi, un anno dopo il personale venne ridotto di quasi 2.000 dipendenti a fronte di circa 8.500 autovetture in meno e di un giro di affari sceso di 118 milioni di marchi. Ma già alla fine del 1975 si tornò a salire, e anche con più vigore di prima, visto che il numero di dipendenti, le autovetture prodotte e il giro d'affari si portarono a livelli ben superiori a quelli raggiunti due anni prima. Furono comunque necessari alcuni tagli anche alla gamma BMW: la vittima "eccellente" di questi tagli fu proprio la 2002 Turbo, tolta di listino nel novembre 1974, a cui fece da contraltare, due mesi dopo, il lancio della 1502, versione di base di una Serie 02 ormai prossima al pensionamento, sostituita dalla prima generazione della Serie 3.

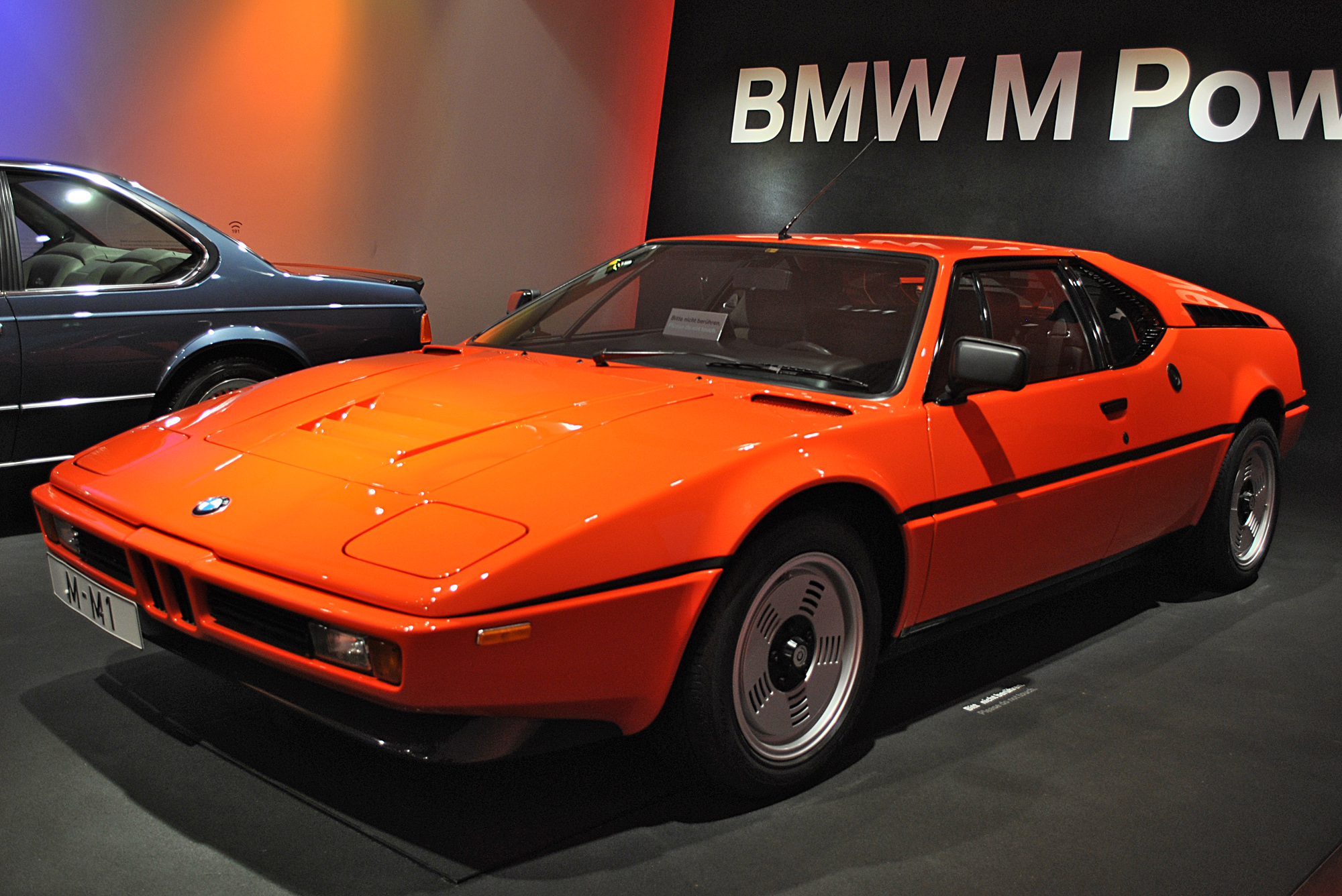
Una M1, berlinetta sportiva di Casa BMW

A quel punto, raggiunta una buona salute finanziaria, le mire della BMW divennero espansionistiche: se in Francia, in Italia e in Belgio venne creata una fitta rete di servizi di assistenza post-vendita, in Sudafrica venne creato uno stabilimento per l'assemblaggio in loco di modelli BMW e si cercò di rafforzare la presenza della Casa tedesca negli USA, uno dei mercati di riferimento per marchi come la BMW e come la sua rivale storica, la Mercedes-Benz. La fine del decennio conobbe altri due acuti recanti il marchio dell'Elica: nell'autunno del 1978 venne lanciata la M1, prima BMW di serie a recare la storica "M" della Motorsport di Jochen Neerpasch, che contribuì alla realizzazione di questa inedita berlinetta vestita da Giugiaro e spinta da un vigoroso 6 cilindri in linea da 3,5 litri e da 277 CV di potenza massima. Fu la prima BMW in grado di competere ad armi pari con certe granturismo nate in Emilia-Romagna e fin da subito divenne oggetto delle attenzioni dei facoltosi appassionati che potevano permettersene una. In tre anni ne vennero prodotti 460 esemplari. La seconda grande notizia giunse un anno dopo il lancio della M1: nell'autunno del 1979, la BMW raggiunse i 3 milioni di autovetture prodotte nel solo secondo dopoguerra.

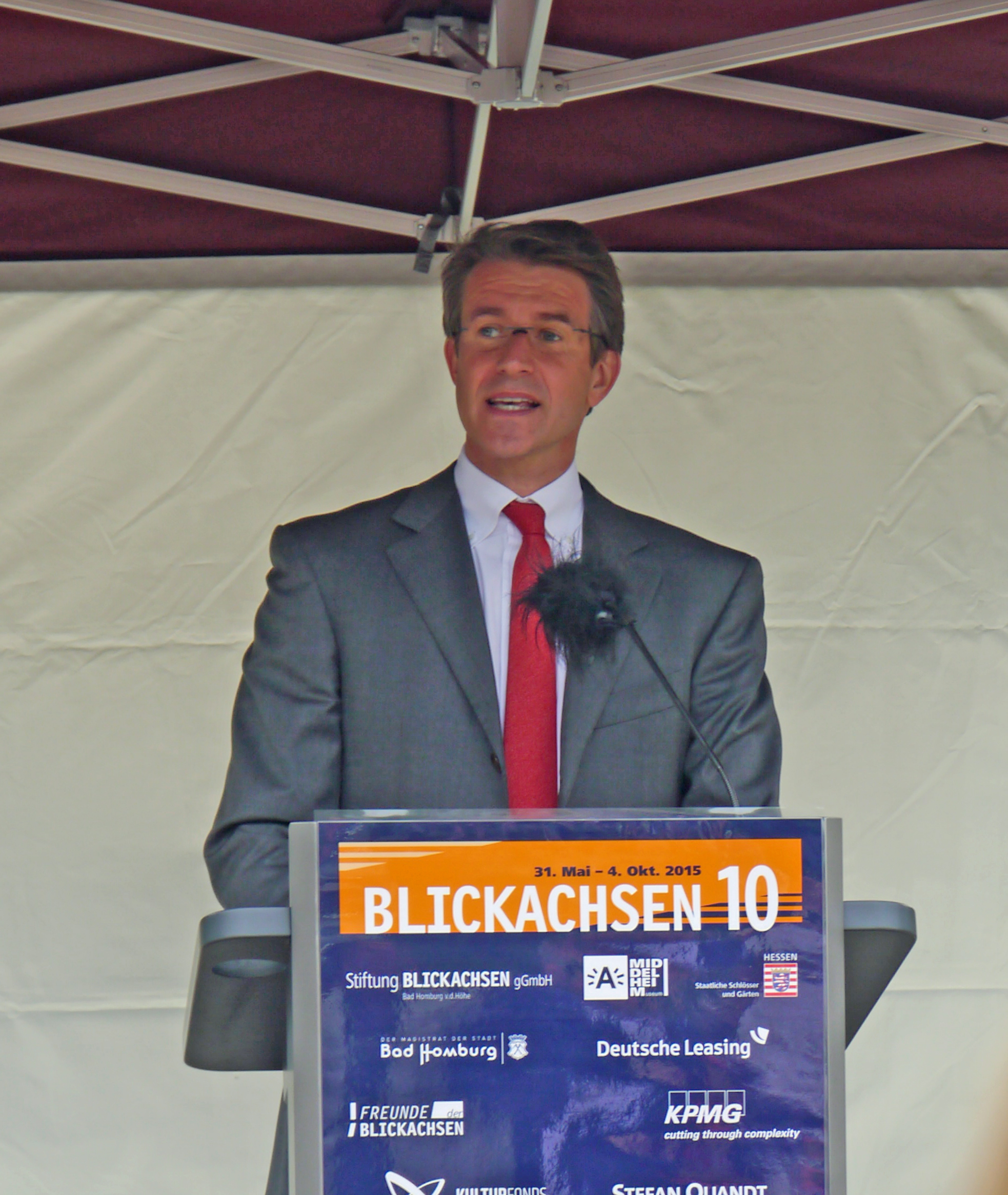
Stefan Quandt, figlio di Herbert Quandt e possessore, insieme alla sorella Susanne Klatten, del pacchetto azionario più importante della BMW.

Gli anni '80 furono caratterizzati da un ulteriore grado di evoluzione tecnologica, o meglio, di completamento sul piano tecnologico, in particolare per quanto riguardava i motori: il decennio si aprì con il debutto della M535i, versione di punta della gamma E12, che fece da apripista per la successiva M535i derivata dalla successiva generazione della Serie 5, e dalla quale deriverà la primissima M5. Tutti modelli griffati con la "M" della Motorsport e quindi caratterizzati da una marcata impronta sportiva, che ribadirono una volta di più la filosofia produttiva della Casa dell'Elica. Nel frattempo, venne potenziata la rete di distribuzione e di assistenza in Spagna, mentre si cercò di penetrare in un mercato come quello giapponese. I risultati in Giappone non si fecero attendere: fra il 1982 e il 1990 le immatricolazioni aumentarono vertiginosamente fino diventare sei volte quelle registrate durante il primo anno di presenza della BMW nel mercato nipponico. Nel 1982 Herbert Quandt morì, lasciando al figlio Stefan una cospiscua eredità, fra cui il 17,4% del pacchetto azionario della BMW. Nel settembre del 1983 vi fu un altro passo avanti per il completamento della gamma motori: nacque infatti il primo motore diesel marchiato BMW, un'unità da 2443 cm³ sovralimentata mediante turbocompressore e con 115 CV di potenza massima.
Tre anni dopo, lo stesso motore fu proposto anche in versione aspirata con potenza massima di 86 CV. I due motori debuttarono rispettivamente sotto il cofano delle BMW 524td e 524d e furono il frutto di tre anni di studi presso lo stabilimento BMW di Steyr, in Austria, stabilimento inaugurato nel 1980. Nel 1984 venne inaugurato un ulteriore nuovo stabilimento a Ratisbona, in modo da far fronte alla sempre crescente richiesta di vetture da parte del mercato. Sempre nello stesso anno, il motore da 3,5 litri già utilizzato per spingere la M1 venne rivisitato ulteriormente e portato da 277 a 286 CV di potenza massima. Così configurato, tale motore finì per equipaggiare la M635 CSi, versione di punta della prima Serie 6. Vi fu quindi un alternarsi di progressi sul piano tecnologico, ampliamenti delle reti di distribuzione e di assistenza e anche nascite di nuovi stabilimenti, sia per l'assemblaggio delle vetture, sia per la progettazione e lo sviluppo di motori. Ma non solo: altre innovazioni tecnologiche vennero introdotte dalla Casa bavarese in quella metà degli anni '80: nel 1985 debuttò infatti la 325ix, prima BMW a trazione integrale.

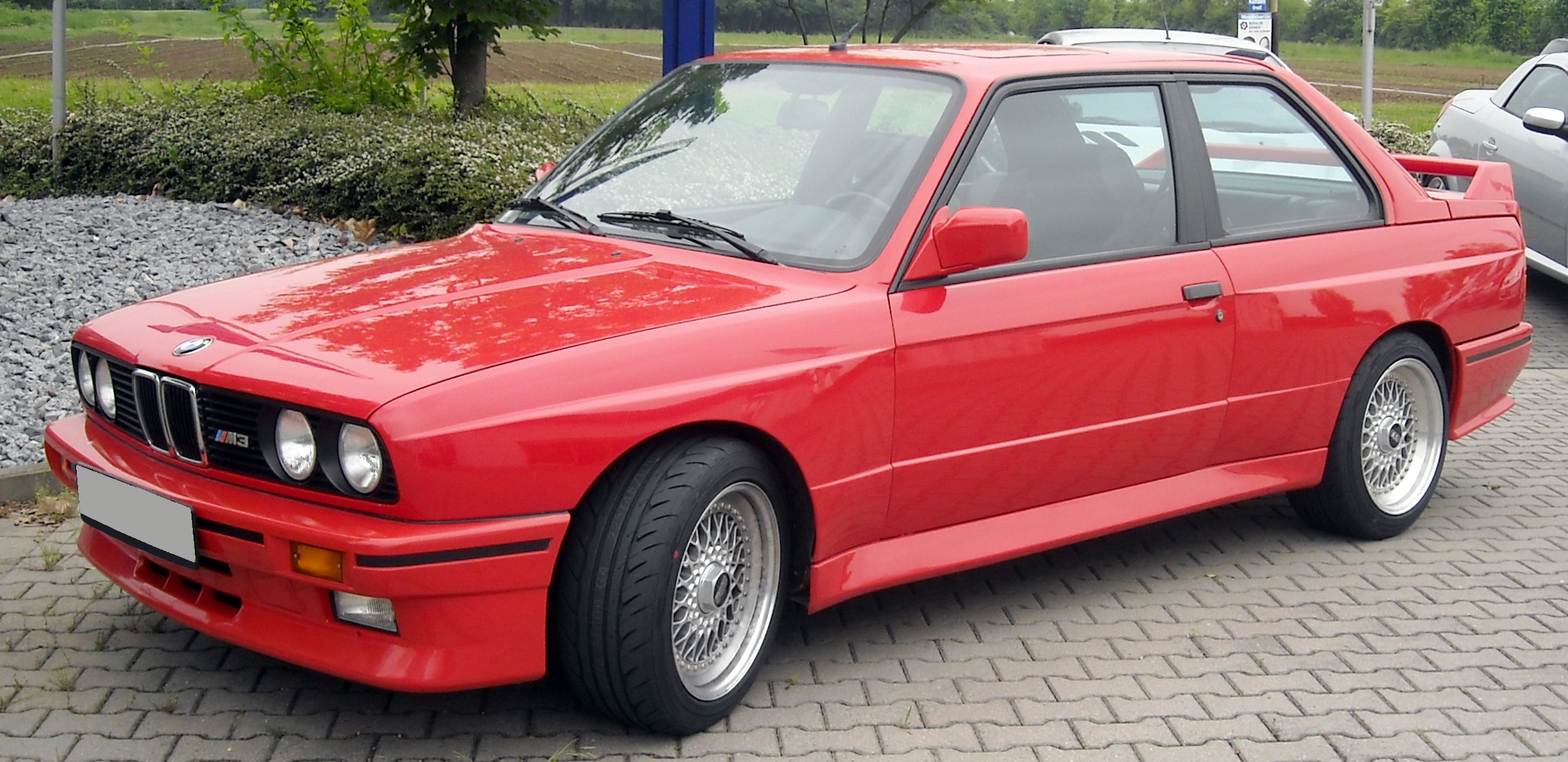
La prima generazione della M3

La forte spinta della BMW sul piano tecnologico non si esaurì qui, ma anzi, nel 1986 vi fu una grossa novità rappresentata dalla prima generazione dell'M3, una berlina sportiva nata sulla base della contemporanea Serie 3 e che con il passare degli anni e delle generazioni finirà per mettere in ombra la stessa M5. La prima M3 fu equipaggiata con un motore specifico, progettato attingendo soluzioni derivate dall'esperienza della Casa bavarese nella Formula 1, dove la BMW aveva debuttato già nel 1982. Intanto, la gamma si espanse ulteriormente con l'arrivo delle nuove versioni scoperte: nel 1985 fu lanciata la 325i Cabrio, prima cabriolet dopo l'uscita di scena della versione "scoperta" sulla base della Serie 02. Due anni dopo, nel 1987, debuttò il primo motore V12 della Casa bavarese, un'unità da 5 litri che va a equipaggiare la seconda generazione della Serie 7 e che andò a rafforzare l'immagine di ammiraglia della grossa berlina BMW, in modo da porla sullo stesso piano della contemporanea Classe S, sua rivale naturale. Due anni dopo, nel 1989 debuttarono la futuristica Z1 e la lussuosa prima generazione della Serie 8. Mentre la prima fu una roadster su base E30 con contenuti innovativi, come ad esempio le portiere a scomparsa che si aprivano rientrando all'interno della scocca, la seconda novità fu invece una grossa coupé su base E32 che sostituì la prima Serie 6 e alzò l'asticella del livello di prestigio ed esclusività delle coupé BMW, in quanto equipaggiata anch'essa con motori V8 e V12 (ma non più con motori a 6 cilindri).

### Gli anni Novanta: oltre i confini europei

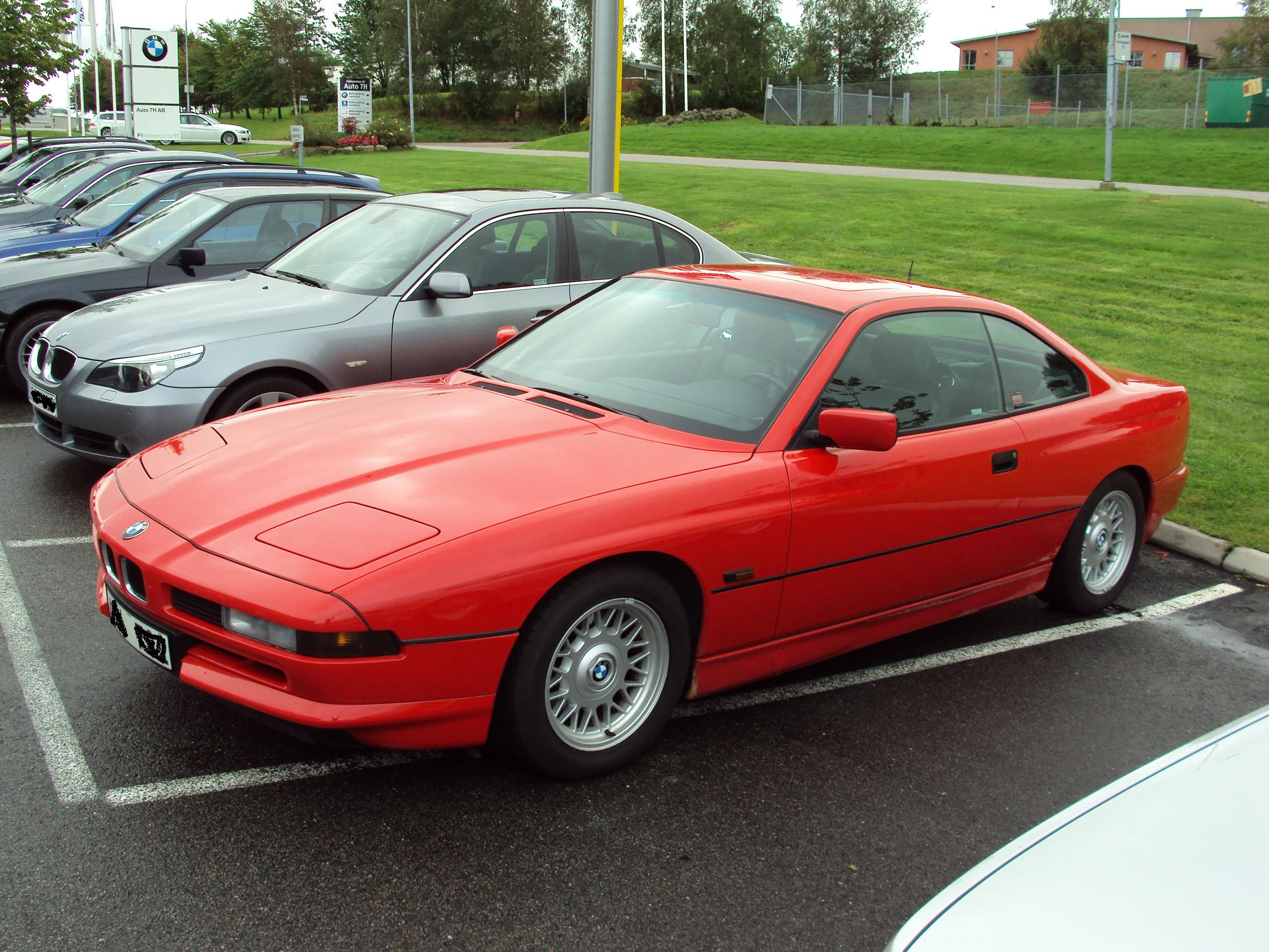
Una BMW 850i, sportiva BMW di lusso durante gli anni '90

Gli anni '80 si conclusero nel migliore dei modi per la Casa dell'Elica: per la prima volta fu raggiunto e superato il traguardo del mezzo milione di vetture annuo e le vetture vennero richieste da ogni angolo del mondo. I tempi di profonda crisi parvero ormai un lontano ricordo. Non solo, ma già poco tempo dopo la caduta del Muro di Berlino (novembre 1989) il mercato divenne abbastanza ricettivo anche nell'ormai ex-Germania Orientale e ciò grazie anche al fatto che la BMW si mosse con lungimiranza insediandosi già nel corso del 1990 a Dresda nell'ex-stabilimento Melkus, dove aprì un centro di assistenza. Sempre nel 1990, venne stipulato un accordo con la Rolls-Royce per la produzione di motori aeronautici in comune, visto che anche la Casa inglese era da tempo attiva nella produzione di tale tipologia di propulsori. Tale joint-venture, denominata BMW Rolls-Royce Aeroengines GmbH, avrebbe fatto da apripista per la successiva acquisizione del marchio di Crewe da parte della BMW. Ma ciò sarebbe successo anni dopo. Nel frattempo, in autunno vi fu il debutto sul mercato della terza generazione della Serie 3, con diverse novità sia sul piano stilistico che su quello tecnico. Tale presentazione, riservata solo alla stampa, si tenne presso il circuito francese di Miramas.
La Casa bavarese fu a quel punto una realtà industriale molto in salute dal punto di vista finanziario e le cospicue risorse economiche permisero la progettazione, o meglio, la sperimentazione di tecnologie alternative già in quegli anni. Per questo, al Salone di Francoforte del 1991 venne presentata la E1, una vettura elettrica con ingombri da utilitaria e motore da 44 CV. Tale vettura rimase allo stadio di prototipo, ma fu tra i primi ad aprire la strada alla possibilità di utilizzare la trazione elettrica per l'automobile. Ciononostante, uno dei massimi capolavori di ingegneria di quel periodo firmati dalla BMW fu un V12 da 6,1 litri per 627 CV di potenza massima. Tale motore, peraltro, non venne montato su nessun modello BMW, bensì nell'hypercar McLaren F1, introdotta nel 1992. L'anno seguente, Eberhard von Kuenheim lasciò dopo oltre due decenni il ruolo di massimo dirigente della BMW pur mantenendo l'incarico di responsabile del consiglio di sorveglianza; il nuovo presidente dell'azienda divenne Bernd Pischetsrieder che mantenne la direzione fino al 1999 sviluppando, non sempre con pieno successo, i programmi di espansione mondiale.

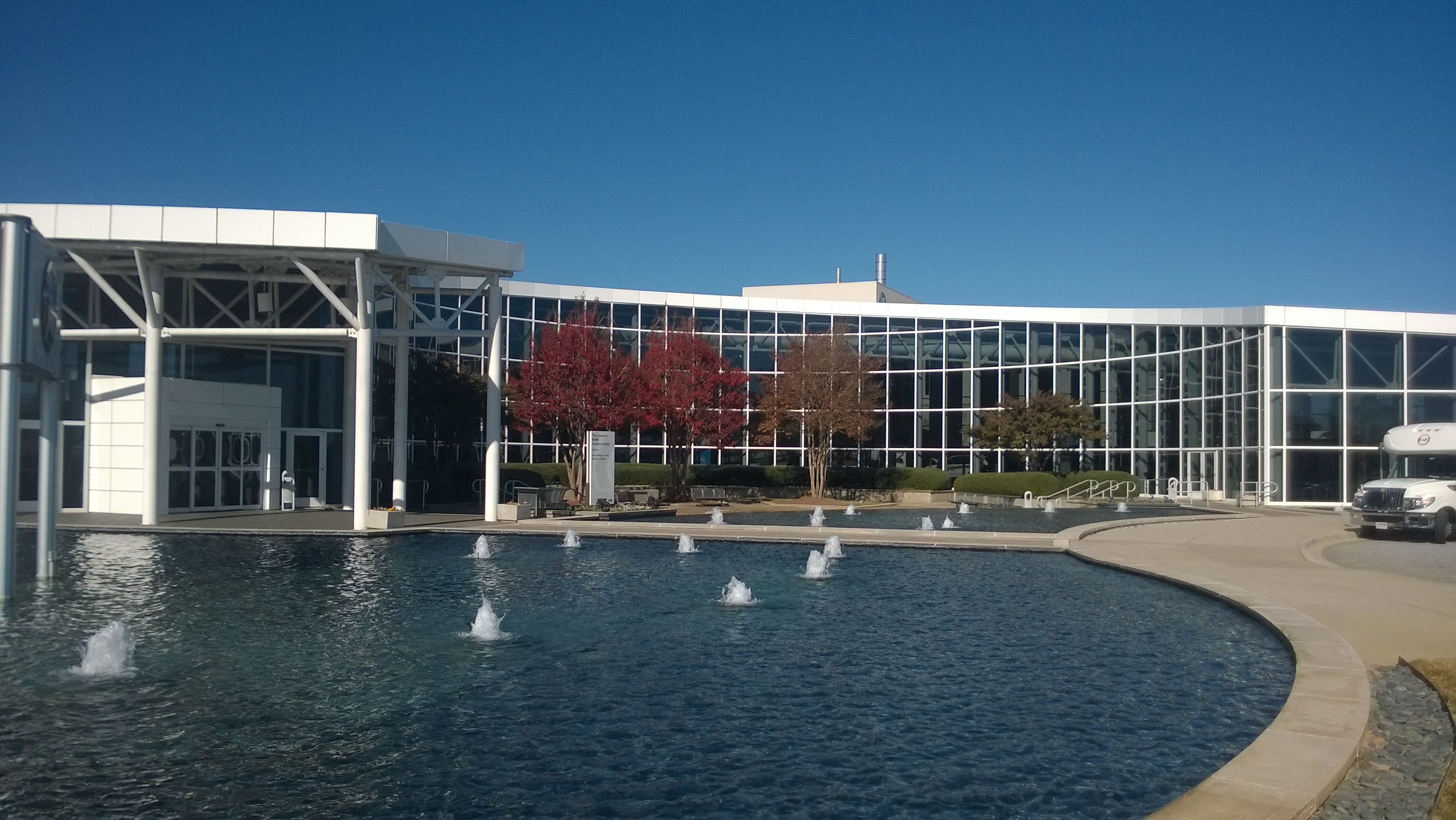
Lo stabilimento BMW di Greer, in South Carolina (USA)

Nel 1994, la Casa bavarese acquisì il Gruppo Rover dalla British Aerospace (detentrice dell'80% del pacchetto azionario) e dalla Honda (che invece possedeva il restante 20% e produceva vetture congiuntamente all'ormai ex-colosso britannico). Sempre nello stesso anno, la BMW inaugurò due stabilimenti nel continente americano: uno in Carolina del Sud, precisamente a Greer, non lontano da Spartanburg. Furono le Serie 3 destinate al mercato USA i primi modelli a uscire dalle linee dello stabilimento BMW statunitense. Il secondo stabilimento BMW oltreoceano fu quello messicano di Toluca, in realtà suddiviso in due impianti, uno per la produzione di autovetture e l'altro per la produzione di motociclette. La volontà di espandere la propria gamma anche in fasce di mercato fino a quel momento inesplorate portò la BMW a lanciare la sua prima vettura di segmento C, ossia la Serie 3 Compact. Questo fu uno dei primi flop nella storia della Casa tedesca, in quanto la vettura, derivata direttamente dalla normale Serie 3 E36, mancò di una sua personalità precisa, risultando così semplicemente come una "Serie 3 dei poveri", con la sua carrozzeria a due volumi e mezzo che peraltro stava cominciando a riscuotere sempre meno consensi fra il pubblico, a favore invece delle cosiddette carrozzerie hatchback.

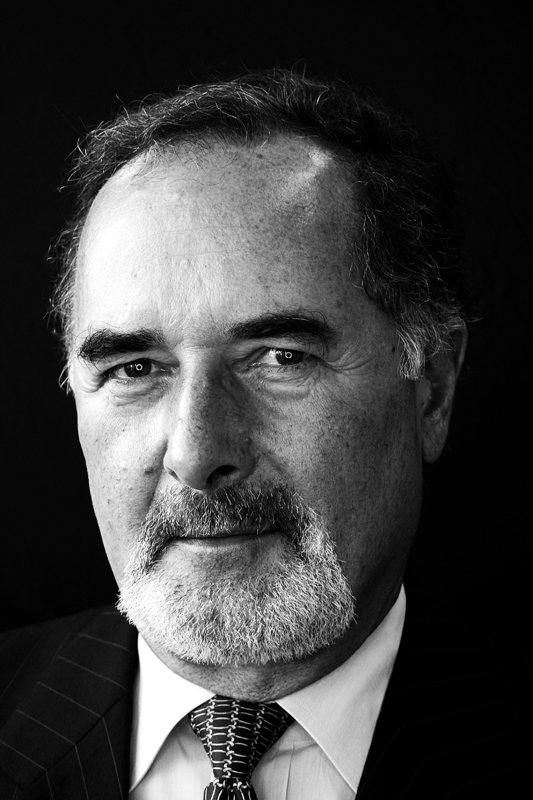
Bernd Pischetsrieder, CEO della BMW fra il 1993 e il 1999

Le mire espansionistiche della BMW in tutto il mondo raggiunsero il massimo del fervore nel 1995, quando venne siglato un accordo per l'assemblaggio di motociclette in Indonesia, venne rilevato un centro di design automobilistico negli States, vennero aperti nuovi stabilimenti in Brasile e persino in Vietnam e venne costituita una rete di vendita nelle Filippine. Intanto vennero lanciate la nuova roadster Z3, prodotta anch'essa a Greer, negli USA, e la quarta generazione della Serie 5. Sempre nel 1995, la collaborazione fra BMW e Rolls-Royce si estese al comparto automobilistico: cominciò quindi la fornitura di componentistica BMW verso lo stabilimento di Crewe e già all'inizio del 1995 venne realizzata la concept car Bentley Java sfruttando il pianale della Serie 8 (il marchio Bentley in quella metà di decenni apparteneva ancora alla Rolls-Royce). Alla fine del 1996 vennero prodotte quasi 645.000 vetture a marchio BMW, mentre la Z3 venne proposta anche in una particolare carrozzeria coupé con portellone posteriore verticale, che però non riscosse il successo sperato nonostante la sua indubbia valenza tecnica. Nell'ottobre del 1997 cominciarono le trattative fra la BMW e il gruppo Volkswagen, entrambe intenzionate ad acquistare la divisione automobilistica della Rolls-Royce, fino a quel momento di proprietà del gruppo Vickers. Tali trattative durarono sei mesi, fino al marzo 1998, quando divenne chiaro come queste si sarebbero concluse. Fu però solo nel luglio 1998 che la BMW riuscì effettivamente ad acquisire il marchio della Rolls-Royce, ma inizialmente non poté ottenere i diritti sulla mascotte della Casa inglese (la statuetta denominata "Spirit of Ectasy") e sulla forma del radiatore, che invece vennero ceduti al gruppo VW. Solo alcuni anni dopo, come si vedrà, si riuscì a raggiungere un accordo con la Volkswagen. Tuttavia, il controllo della fabbrica di Crewe passò sotto il controllo del colosso di Wolfsburg, per cui la situazione non fu ancora delle più facili e per questo motivo, per quanto riguarda la Rolls-Royce, si tende storicamente a considerare il periodo fra il 1998 e il 2003 come gestito dalla Volkswagen, pur essendo il marchio appartenente alla BMW e pur essendo la Casa bavarese a fornire i propri motori.

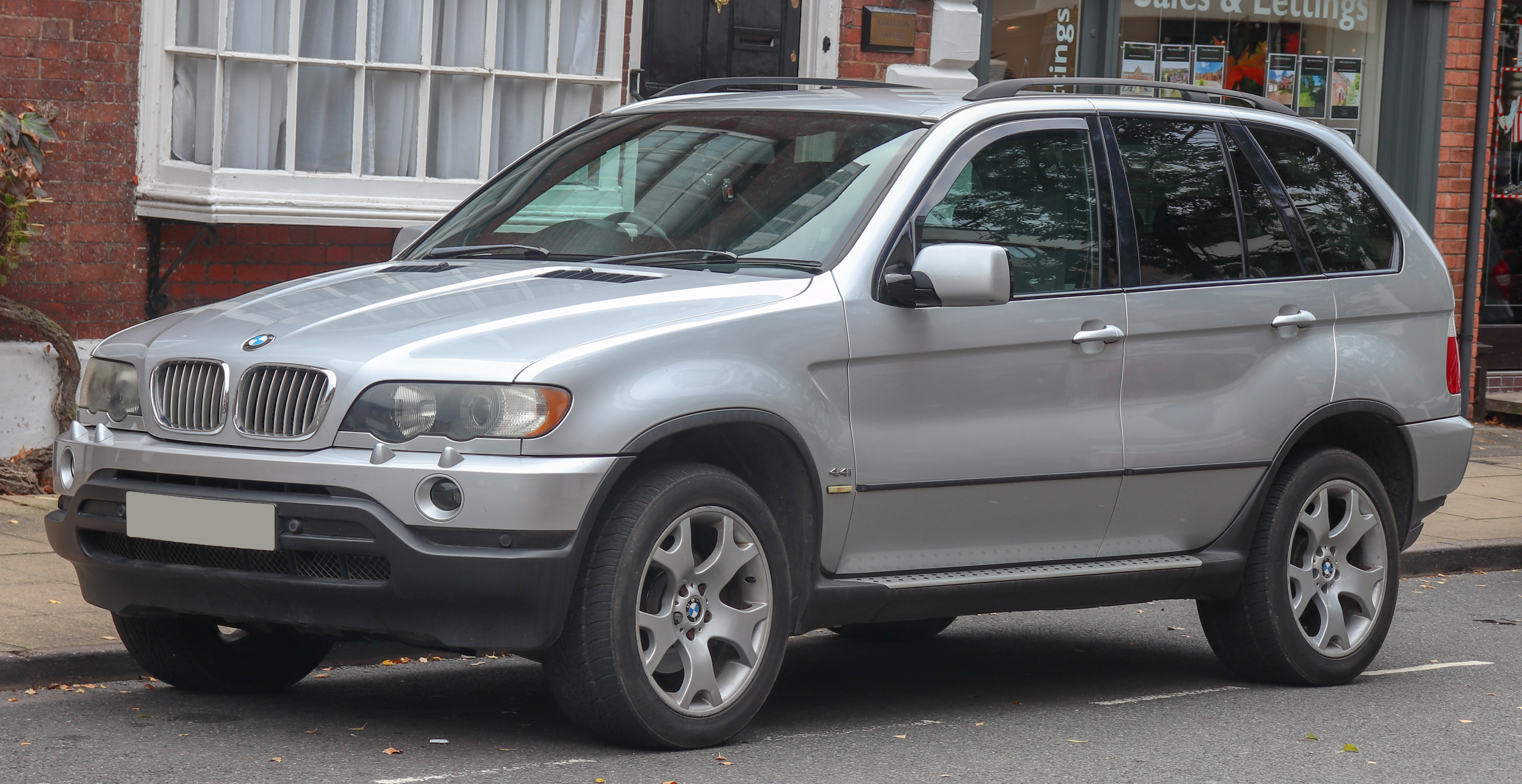
La X5 fu il primo SUV della BMW e la sua progettazione sfruttò le sinergie con il gruppo Rover

Gli anni '90 si conclusero con un ulteriore passo in avanti nella progressiva diversificazione della gamma BMW, questa volta al di fuori delle classiche nicchie di mercato per sconfinare invece nel settore dei SUV di fascia alta. Le sinergie con il gruppo Rover permisero di creare una base meccanica che miscelava il pianale della contemporanea Serie 5 con la meccanica della Range Rover, a quel punto giunta alla sua seconda generazione. Il risultato fu la X5, svelata al Salone di Detroit del 1999, la capostipite di una famiglia di SUV via via sempre più articolata nel corso degli anni a venire. Sicuramente uno dei risultati di maggior rilievo, assieme alle future generazioni di Mini, fra quelli scaturiti dall'acquisizione del gruppo Rover. Per il resto, infatti, la collaborazione si rivelò decisamente insoddisfacente, tanto che alla fine degli anni '90 si cominciò a cercare un compratore per il gruppo britannico. Tale decisione ebbe anche conseguenze al vertice del gruppo BMW: al CEO Pischetsrieder fu attribuita la responsabilità di aver compiuto un passo falso come quello di aver comprato l'intero gruppo Rover, un'operazione effettivamente fallimentare viste le grandi perdite finanziarie verificatesi sul finire del decennio e del secolo. Fu così che, sempre nel 1999, Pischetsrieder lasciò la guida del gruppo BMW: al suo posto giunse Joachim Milberg. Assieme a Pischetsrieder si dimise anche Wolfgang Reitzle, responsabile delle vendite e membro del consiglio di amministrazione durante gli anni '90.

### Il nuovo millennio: diversificazione e razionalizzazione delle sinergie

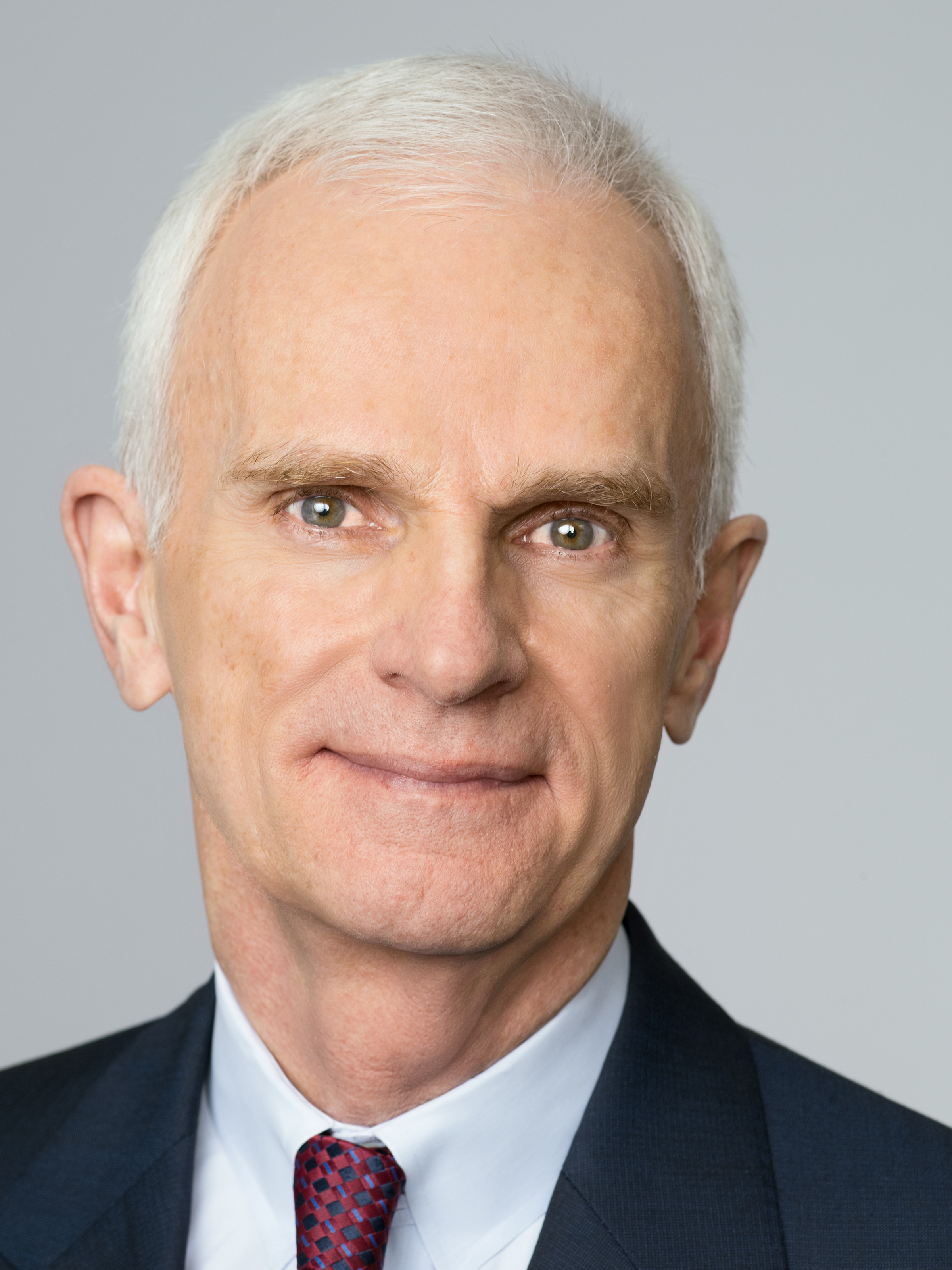
Helmut Panke, CEO della BMW dal 2002 al 2006

Restò da risolvere la delicata situazione relativa al gruppo Rover, che durante gli anni '90, nonostante l'appoggio della BMW continuò ad avere bilanci colabrodo: alla fine del 1999 fece registrare una vera e propria emorragia finanziaria, pari a ben un miliardo di marchi. Il nuovo millennio si aprì quindi con l'avvio della procedura di scorporo e vendita del gruppo Rover. Si è parlato anche di scorporo in quanto non tutto il gruppo venne venduto dalla BMW e non tutta la parte venduta passò a un solo altro compratore. Infatti, la Land Rover venne venduta alla Ford, mentre il marchio Mini venne trattenuto dalla BMW che ne intuì le potenzialità commerciali. Il resto del gruppo Rover fu invece raccolto nel gruppo MG Rover e rilevato dal Consorzio Phoenix. Sebbene molti avessero reputato infelice il fatto che il marchio Mini fosse rimasto di proprietà della BMW, occorre precisare che la casa bavarese acquisì conoscenze tecniche per lo sviluppo della piccola Mini, la cui configurazione a trazione anteriore avrebbe anch'essa giovato positivamente negli sviluppi industriali della BMW nei decenni successivi. Non solo, ma nel momento in cui il gruppo Rover passò di mano era già in fase avanzata il progetto relativo alla nuova generazione della Mini, che avrebbe rimpiazzato quella storica, giunta praticamente quasi del tutto invariata alla vigilia del nuovo millennio dopo quarant'anni di onorata carriera. Tale modello fu frutto di una collaborazione che vide anche la partecipazione del gruppo Rover innanzitutto, ma anche della Chrysler per quanto riguardava i motori da utilizzare. La Mini che debuttò nel 2001 fu inoltre anche uno dei primi frutti di tutta una serie di alleanze che nel corso degli anni seguenti si sarebbero strette fra la BMW e altri costruttori in tutto il mondo.

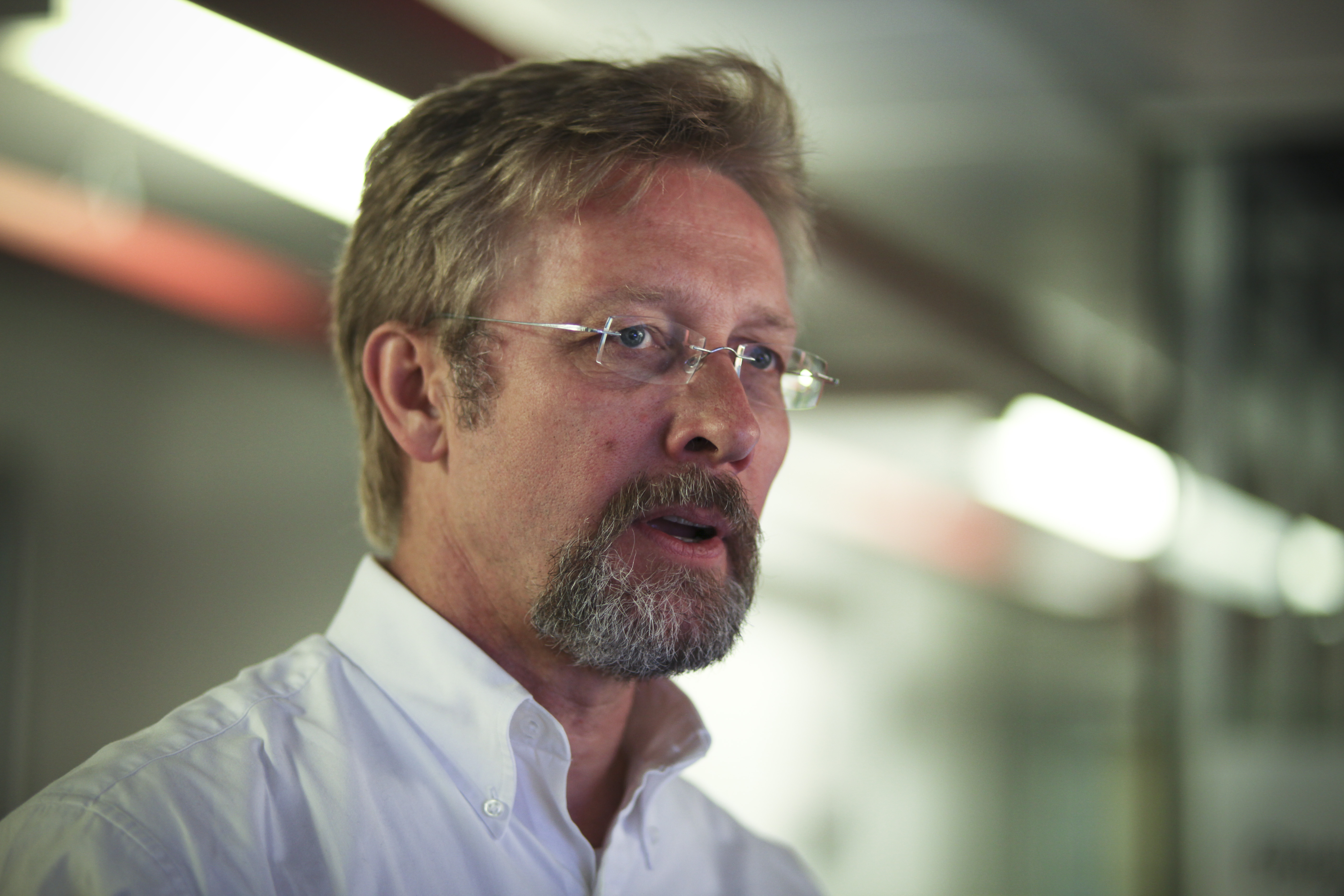
Chris Bangle, capo del design BMW dal 1992 al 2009

Sempre nel 2001 vi fu il lancio della quarta generazione della Serie 7, un modello assai discusso, poiché il suo design di rottura, firmato dall'estroso Chris Bangle, scatenò le ire dei detrattori che arrivarono addirittura a raccogliere una serie di firme per richiedere il licenziamento di Bangle stesso. Ciò non avvenne e il responsabile del design BMW continuò la sua attività all'interno del colosso bavarese. Il 2001 fu anche l'anno in cui l'amministratore delegato Milberg lasciò il suo incarico per motivi di salute: tornerà nel 2002 con un altro ruolo, ma sempre all'interno del consiglio di amministrazione, Il posto di CEO della BMW venne preso da Helmut Panke. Contemporaneamente partirono i lavori per una nuova fabbrica BMW a Lipsia. Nel 2003 si concluse invece la delicata trattativa con il gruppo Volkswagen per la questione Roll-Royce. Finalmente la Casa bavarese aveva ultimato un nuovo stabilimento a Goodwood, che avrebbe adibito alla produzione dei futuri modelli Rolls-Royce, liberandosi così dalla dipendenza dallo stabilimento di Crewe, che invece rimase al colosso di Wolfsburg che vi avrebbe assemblato i modelli Bentley. Sempre del 2003 fu anche il lancio del secondo SUV a marchio BMW, ossia la X3, che andò a porsi un gradino più in basso rispetto alla X5. Ed ancora, il 2003 vide la stipula di una joint-venture fra la BMW e la cinese Brilliance, operazione che permise alla Casa bavarese di approdare anche nel mercato della Cina, una scelta quanto mai azzeccata vista la ricettività di tale mercato. Nel 2004 venne lanciata la prima vera BMW di segmento C, ossia la Serie 1, destinata a sostituire la sfortunata Serie 3 Compact nel listino della Casa dell'Elica. Il 2004 fu anche l'anno in cui le sperimentazioni con la tecnologia a fuel-cell, già avviate da qualche anno, si concretizzarono con la Hydrogen 7, una vettura sperimentale realizzata sulla base della contemporanea Serie 7 e alimentata appunto con pile a combustibile. Nel 2006 iniziò la collaborazione tra gruppo BMW e il gruppo PSA per lo sviluppo dei motori benzina che equipaggiano la Mini e diversi modelli del gruppo PSA. Nello stesso anno, Helmut Panke lasciò l'incarico di amministratore delegato e venne così sostituito da Norbert Reithofer. Sempre del 2006 fu anche il lancio del primo motore turbo a benzina dopo decenni di assenza dai listini BMW: un'unità da 3 litri con sovralimentazione bi-stadio in grado di erogare fino a 306 CV di potenza. Tale motore debutterà sotto il cofano della BMW 335i Coupé.

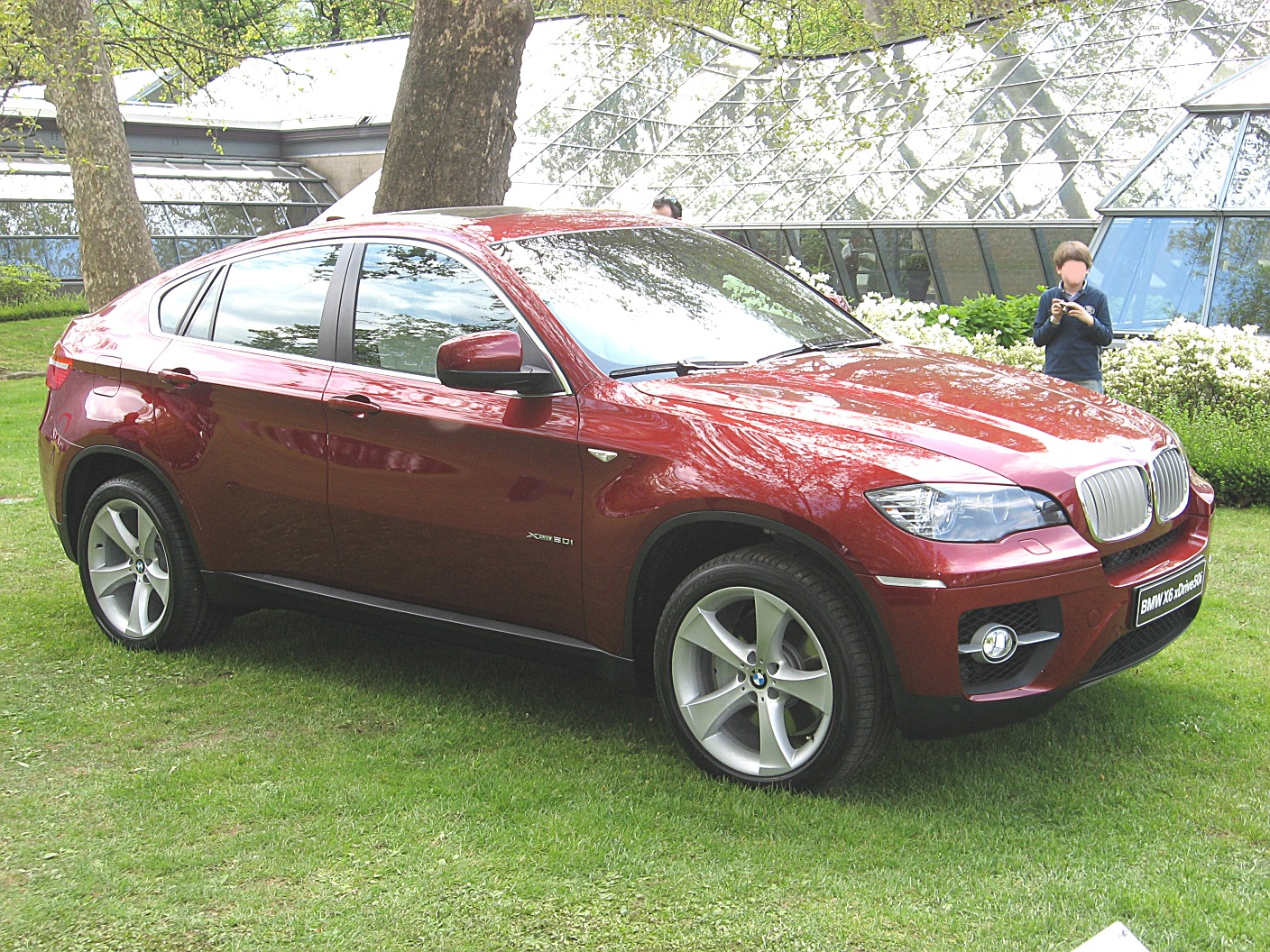
Una delle prime BMW X6

Nel 2007 venne aperto il BMW Welt, un'area espositiva vicina al Museo BMW e alla stessa fabbrica di Monaco, con negozi, ristoranti e naturalmente la possibilità di ammirare ed eventualmente acquistare una vettura BMW. L'anno seguente vi fu il debutto della X6, una X5 con carrozzeria profilata nella parte posteriore, fino a farle assumere alcune caratteristiche tipiche di una coupé. La crisi finanziaria scoppiata alla fine del 2008 venne affrontata dalla Casa bavarese con una certa relativa efficacia, visti i risultati commerciali comunque positivi. Ciononostante, nel secondo decennio del nuovo secolo si rese necessaria una razionalizzazione a livello industriale che portò alla nascita di un'intera serie di famiglie di motori modulari, caratterizzati dalla cilindrata unitaria comune a tutti questi motori e pari a mezzo litro. Tali motori vanno rapidamente a sostituire tutti gli altri motori a benzina e a gasolio prodotti fino a quel momento. Nel frattempo, l'esigenza sempre pressante di contenere i costi di produzione porta all'adozione del pianale Mini anche sui modelli BMW di fascia medio-bassa, e quindi ai SUV compatti X1 (serie F48) e X2, alle inedite monovolume della Serie 2 Active Tourer e Grand Tourer e alla terza generazione della Serie 1, il cui lancio è stato fissato per il 2019. Per quanto riguarda l'evoluzione della gamma nel nuovo millennio, le stringenti esigenze ambientali portarono dapprima alla nascita di alcune versioni ibride su base Serie 3 e Serie 5, e in seguito alla nascita di modelli elettrici come la i3 e di sportive ibride come la BMW i8. La progressiva elettrificazione della gamma BMW è uno dei punti cardine del programma produttivo bavarese proprio per via della sempre maggior sensibilità delle istituzioni verso la produzione di vetture a emissioni zero o molto ridotte. Nello stesso periodo, la produzione BMW si orienta molto anche sulla sempre maggior presenza di dispositivi per l'assistenza alla guida, nonché all'interazione fra essi in maniera tale da raggiungere gradualmente il concetto di guida autonoma, sul quale anche altre Case costruttrici, nello stesso periodo (seconda metà degli anni '10 del XXI secolo), stanno lavorando.
Vale la pena spendere ancora due parole sulla famiglia Quandt, che da molti decenni gestisce e regge le sorti di uno dei colossi automobilistici di maggior spicco nel mondo. La famiglia Quandt ha sempre mantenuto dopo il 1959 il possesso di quantitativo più importante di azioni della BMW esercitando il controllo generale dell'azienda; dopo la morte di Herbert Quandt, la famiglia è stata rappresentata prima dalla moglie Johanna Bruhn Quandt, personaggio di grande prestigio deceduto in tarda età nel 2015, e poi dai figli Stefan Quandt e Susanne Quandt Klatte che attualmente sono i possessori del pacchetto azionario di maggioranza ed esercitano una importante influenza sulle scelte dei dirigenti operativi.

### Produzione
Oltre ai tradizionali stabilimenti europei tedeschi la BMW produce anche in altri continenti. Sin dagli anni settanta è attiva la produzione in Indonesia nello stabilimento di Giacarta. A fine anni novanta è iniziata la produzione di X5 e Z3 a Spartanburg negli Stati Uniti, in questi stabilimenti del Carolina del Sud sono state assemblate anche le Z4 E85 fino all'agosto 2008; sempre nel continente americano, in Messico, è attiva la produzione della Serie 3 (a Toluca per la precisione). La presenza nel continente africano, dove BMW è presente dal 1959 con una fabbrica in Sudafrica a Rosslyn (Gauteng) in cui oggi vengono assemblate le Serie 3, è stata rafforzata nel 2003 con la costituzione della Bavarian Auto Group azienda che produce e distribuisce le vetture BMW in Egitto, attualmente nello stabilimento egiziano di October City sono assemblate Serie 3, Serie 5, Serie 7 e X3. Di recente è iniziata la produzione anche in nuove fabbriche asiatiche, la più importante in Thailandia, lo stabilimento di Rayong inaugurato nel maggio 2000 in seguito a un investimento di 25 milioni di dollari produce la Serie 5 e Serie 7 e il SUV X3.
Nel 2003 attraverso la joint venture con il costruttore cinese Brilliance, la Serie 5 e la Serie 3 sono prodotte anche in Cina a Shenyang. Dal 2004 è iniziata la produzione della Serie 3 in Malaysia a Selangor; più recentemente è iniziato l'assemblaggio di queste vetture anche nello stabilimento situato alle Filippine. Nel 2007 è cominciata inoltre la produzione delle Serie 3 e delle Serie 5 a Chennai, in India e a Karachi, in Pakistan.

## Caratteristiche peculiari

### Meccanica
La produzione BMW si caratterizza da sempre per la propensione alla meccanica di alta qualità e per le elevate prestazioni. Famosi alcuni suoi motori aeronautici come il BMW 801. Fino a ora BMW non ha mai utilizzato un motore a sei cilindri con configurazione a V (comunemente noti con la sigla V6), prerogativa che la rende uno dei pochi costruttori al mondo che equipaggia correntemente le sue automobili con motori a sei cilindri in linea (noti con la sigla L6) e trazione posteriore, architettura a cui ha legato buona parte dei propri destini per 75 anni. Allo stesso modo le motociclette BMW sono le uniche che utilizzano da decenni propulsori con architettura boxer a cilindri contrapposti e trasmissioni cardaniche. Recentemente ha introdotto la tecnologia "Valvetronic" che rende superfluo il corpo farfallato nei motori a Ciclo Otto. Da qualche anno BMW conduce esperimenti su veicoli alimentati a idrogeno, applicati soprattutto sull'ammiraglia Serie 7, con motori a combustione interna. Nel 2004 è il primo costruttore a proporre un motore a ciclo Diesel con turbocompressione bi-stadio (tecnologia derivata dai propulsori marini che prevede due o più turbine montate in serie, talvolta di dimensioni differenti come nel caso del propulsore BMW).

### Design
L'aspetto delle automobili BMW è legato ad alcuni celebri stilisti, tra i quali Albrecht Graf Goertz, Paul Bracq, Claus Luthe. Il design BMW annovera anche diverse "matite" italiane (Giorgetto Giugiaro, Ercole Spada), in particolare l'italiano Giovanni Michelotti che, tra gli anni sessanta e gli anni ottanta, ha disegnato molte vetture del marchio, contribuendo più di altri a caratterizzare le moderne BMW. Dal 1992 fino all'inizio di febbraio del 2009, la direzione stilistica è stata affidata all'americano Chris Bangle che ha impresso una svolta decisa alla produzione nonostante le aspre critiche riservate in particolar modo alla Serie 5 e alla Serie 7.
Tra i tratti caratteristici e peculiari del design delle vetture del marchio bavarese vi sono la calandra con mascherina frontale a doppio rene (presente in varie declinazioni su tutti i modelli fin dal 1933), il gomito di Hofmeister, i gruppi ottici anteriori cosiddetti a "occhi d'angelo", i fari posteriori dal disegno a "L rovesciata" e, nelle vetture antecedenti gli anni '90, il frontale a "muso di squalo".

## Le motociclette
Divisione nata nel 1923 per la produzione di veicoli a due ruote, nel 2007 ha ricevuto un cambio di denominazione e una maggiore distinzione rispetto alla produzione automobilistica con la nascita della BMW Motorrad.

## Modelli attuali
- Serie 1 (F70)
- Serie 2 (G42, U06 per le varianti Active Tourer e Gran Tourer e F44 per la variante Gran Coupé)
- Serie 3 (G20/G21)
- Serie 4 (G22/G23/G26)
- Serie 5 (G60)
- Serie 7 (G70)
- Serie 8 (G14/G15/G16)
- X1 (U11)
- X2 (U10)
- X3 (G45)
- X4 (G02)
- X5 (G05)
- X6 (G06)
- X7 (G07)
- Z4 (G29)

### Modelli sportivi
- M2 (G87)
- M3 (G80)
- M4 (G82)
- M5 (F90)
- M8 (F91/F92/F93)
- X3 M
- X4 M
- X5 M
- X6 M
- XM

### Modelli elettrici
- i4
- iX
- iX3

## BMW e l'attività sportiva
Fin dagli anni '30, la BMW non ha mai trascurato l'attività sportiva, specialmente grazie all'impiego della 328 Roadster nelle gare, impiego che si rivelerà ricco di soddisfazioni già a partire dal 1936, con la vittoria di categoria all'Eifelrennen, a cui seguì la vittoria alla 24 Ore di Le Mans del 1939, per finire con l'affermazione alla Mille Miglia del 1940, a guerra già iniziata. Durante gli anni '50 furono poche le manifestazioni sportive a cui la BMW partecipò, ma in compenso nel decennio seguente vi fu un gran fiorire e manifestazioni alle quali la Casa di Monaco partecipò sia direttamente, come costruttore, sia indirettamente, e cioè come fornitore di motori oppure con vetture elaborate da preparatori. I successi sportivi del dopoguerra cominciarono già nel 1960, quando si decise di impiegare la piccola BMW 700 in alcune competizioni di alto livello, come il Campionato Tedesco della Montagna e la Coppa Europea Turismo, dove la vettura conobbe prestigiose affermazioni e vide fra l'altro la partecipazione di vecchie glorie dell'automobilismo sportivo come Hans Stuck, già con notevoli esperienze all'Auto Union durante gli anni '30.

### I campionati Turismo e GT
Si è già accennato in precedenza all'impronta sportiveggiante data dalla BMW ai suoi modelli a partire dai primi anni '60: in effetti, tali modelli si rivelarono fortemente orientati a un impiego agonistico, come dimostrò anche la partecipazione alle edizioni 1965 e 1966 della 24 Ore di Spa, in cui trionfarono rispettivamente Pascal Ickx e il più famoso fratello Jacky, il primo a bordo di una BMW 1800 TI/SA e il secondo al volante di una 2000ti. Si trattava in entrambi i casi di vetture solo leggermente elaborate e quindi non molto distanti dalla configurazione di serie. Notevole anche la vittoria al Nürburgring ottenuta da Dieter Quester e Hubert Hahne, al volante di una BMW 2002, vittoria valida per il Campionato Europeo Turismo. Del potenziale delle berline BMW di quel periodo si accorsero alcuni preparatori particolarmente competenti e attivi. Fra questi vi furono l'Alpina di Burkard Bovensiepen, che divenne uno dei più noti preparatori di BMW, spesso ottenendo risultati più che soddisfacenti in campo sportivo. A partire dal decennio seguente, il marchio di Buchloe sarebbe divenuto anche un piccolo costruttore, famoso per proporre modelli BMW con allestimenti particolarmente ricchi e con motori particolarmente potenti, ma commercializzati con marchio Alpina. L'Alpina troverà di lì a pochi anni un collaboratore prezioso nella preparazione di una BMW 3.0 CSL: tale collaboratore fu Jochen Neerpasch, che da poco aveva aperto la sua attività specializzata in elaborazioni di BMW, ossia la Motorsport, che anni dopo donerà la sua iniziale alle versioni più spinte della gamma BMW, dando vita in primis ai modelli M3, M5 e ad altri modelli di punta inseriti nella gamma ufficiale della Casa, ma soprattutto utilizzati in buona parte anche nelle competizioni sportive. Altro preparatore strettamente legato alla BMW fu la Schnitzer, nata come officina elaborazioni solo nei tardi anni '60, ma esistente già oltre trent'anni prima come officina Opel e autoscuola. Di rilievo le partecipazioni della BMW ai campionati Turismo e ai campionati FIA GT, a cui presero parte, e prendono parte tutt'oggi, vetture elaborate dalla Motorsport o anche dalla Schnitzer.

### Il campionato europeo della montagna
Le cronoscalate furono un'altra specialità automobilistica in cui la BMW non mancò di brillare di luce propria, in particolare nel periodo compreso tra la fine degli anni '60 e l'inizio degli anni '70. Nel 1968 va infatti segnalata la vittoria di Ernst Furtmayr al campionato europeo della montagna nella categoria Turismo, al volante di una 2002ti. Lo stesso pilota bissò il successo l'anno seguente, sempre a bordo di una 2002ti, ma trionfò anche nell'edizione 1970, sebbene stavolta fosse a bordo di una BMW 2800 CS. all'edizione 1971 del campionato europeo della montagna fu invece lo svizzero Walter Brun a portare al successo la sua 2800 CS.
Dopo una lunga pausa, negli anni '80 la BMW tornò a vincere nel campionato europeo della montagna, dove partecipò sia con le proprie vetture, sia come fornitore di motori per vetture iscritte nella categoria Rennwagen, cioè spesso con prototipi realizzati ad hoc. Nel 1983 e nel 1984 fu Rolf Göring a trionfare con la M1 nella categoria riservata alle vetture derivate dalla produzione di serie. L'anno seguente, nella stessa categoria fu invece il francese Francis Dosières a vincere, mentre nella categoria prototipi la vittoria andò a Mauro Nesti su Osella PA9 motorizzata BMW. Notevole la "cinquina" ottenuta fra il 1989 e il 1993 dalla M3: in quattro di queste edizioni fu ancora Francis Dosières a conquistare la vittoria, mentre nell'altra edizione, quella del 1991, il primo posto andò allo spagnolo Inaki Goiburu, con Dosières subito dietro. Ed ancora meritano di essere ricordate le dieci vittorie ottenute sempre al campionato europeo della montagna fra il 1995 e il 2006: con l'eccezione delle edizioni 1996 e 2002, negli altri anni, la vittoria andò sempre a una M3, che durante quegli annivenne conquistata dal ceco Otakar Krámský (1995, 1997 e 1998), dal croato Niko Pulic (1999, 2000 e 2001) da Robert Senkyr (2003 e 2004), sempre di origine ceca, e dal tedesco Jörg Weidinger (2005 e 2006). Degne di nota anche le vittorie di altri prototipi motorizzati BMW, come il primo posto ottenuto nel 1989 dalla Lola T298, e le vittorie di vari prototipi Osella motorizzati BMW nelle edizioni 1993, 1999, 2000, 2001, 2004 e 2005.

### Gli exploit in Formula 2
Non va trascurata neppure l'attività della Casa di Monaco nel Campionato europeo di Formula 2, un ambito in cui la BMW fu presente fin dal 1969, sebbene solo come fornitore di motori (tranne nei primissimi frangenti): i primi risultati di un certo rilievo furono un quarto e un terzo posto ottenuti da Dieter Quester nel 1970 su BMW 270 e nel 1971 su March 712M motorizzata BMW. Dal 1971 la Casa dell'Elica avrebbe solamente fornito i suoi motori. Nel 1973 arrivò anche la vittoria con la March-BMW del francese Jean-Pierre Jarier. E nei due anni seguenti andò ancora meglio: il 1974, con Patrick Depailler e Hans-Joachim Stuck che conquistarono i primi due posti su March-BMW, mentre al terzo posto giunse un'altra March-BMW, pilotata da Jacques Laffite, ma appartenente alla scuderia BP Racing France. Il 1975 vide la stragrande maggioranza dei piloti partecipare con vetture motorizzate BMW: solo poche montavano ancora motori Ford. Fu Laffite a conquistare in questo caso la vittoria, al volante di una Martini-BMW, mentre al secondo e terzo posto giunsero invece Patrick Tambay e Michel Leclère, entrambi su March-BMW. Notevoli anche le vittorie conquistate all'Europeo di Formula 2 nelle edizioni 1978, 1979 e 1982, rispettivamente da Bruno Giacomelli (su March-BMW), Marc Surer (BMW Junior-Team) e Corrado Fabi (ancora su March-BMW).

### BMW e la Formula 1
Le prime partecipazioni non ufficiali della BMW in Formula 1 sono da ricercarsi già negli anni 1950 e anni 1960, senza tuttavia risultati di rilievo; la miglior prestazione fu ottenuta da Hubert Hahne, 10º al Gran Premio di Germania 1968 con una Lola motorizzata BMW. Maggiori soddisfazioni arrivano negli anni 1980, e nel 1983 Nelson Piquet vince il campionato del mondo al volante della sua Brabham-BMW turbo: fra l'altro, il brasiliano e la sua squadra hanno la soddisfazione di svettare per primi nella nuova era della turbocompressione. La potenza sviluppata dal propulsore bavarese arrivò a superare i 1300 CV ma solo nelle qualifiche. Dal 2000 al 2005 la casa bavarese ha partecipato alla massima serie in veste di fornitore della celebre scuderia Williams, vincendo dieci Gran Premi.
La BMW ha militato nel Campionato mondiale di Formula 1 dalla stagione 2006 con un team proprio, la BMW Sauber. I suoi colori sono gli storici bianco-azzurro BMW. L'8 giugno 2008 ha vinto in Canada, grazie al pilota polacco Robert Kubica, il suo primo Gran Premio come costruttore al 100%; nell'occasione coglie anche la doppietta grazie al secondo posto del pilota tedesco Nick Heidfeld. Il 29 luglio 2009 la BMW annuncia ufficialmente il ritiro dalle attività sportive in Formula 1 alla fine della stagione 2009.